# Hase (Fluss)
Die Hase ist ein 169,6 km langer, östlicher und orographisch rechter Nebenfluss der mittleren Ems im Landkreis Osnabrück, in der kreisfreien Stadt Osnabrück, im Landkreis Cloppenburg und im Landkreis Emsland (alle in Niedersachsen) sowie im Kreis Steinfurt (in Nordrhein-Westfalen). Ihr Einzugsgebiet ist 3086 km² groß.
Nahe Gesmold zweigt in der künstlich geschaffenen Hase-Else-Bifurkation von der Hase die Else ab, wodurch ein Teil ihres Wassers auch in das Flusssystem der Weser abfließt. Viel weiter nördlich verzweigt sich die Hase bei Quakenbrück in einem dort beginnenden Binnendelta, dem Hasedelta, in die Große Hase und Kleine Hase.

## Name
Im Jahr 763 wird der Fluss erstmals urkundlich erwähnt (secus fluvium Hassa). Bis in das späte 19. Jahrhundert war die Schreibweise Haase üblich. Der Name des Flusses hat nichts mit dem Tier Hase zu tun. Abzuleiten ist der Name von einem germanischen *haswa (grau), fortgesetzt zum Beispiel in angelsächsisch hasu oder altisländisch hǫss (graubraun), auch im Völkernamen Chasuarii (Haseanwohner), der unter anderem bei Tacitus (Germania 34,1) belegt ist. Die Benennung eines Flusses nach einer Farbe ist nicht ungewöhnlich; vergleiche zum Beispiel den Namen der Elbe, der mit lateinisch albus, -a, -um (weiß) verwandt ist.

## Geschichte
Die Schlacht an der Hase (auch Große Schlacht an der Hase) fand im Spätsommer 783 zwischen Sachsen unter Herzog Widukind und Franken unter König Karl dem Großen während der Sachsenkriege in der Nähe des heutigen Osnabrück an der Hase statt.
Im 19. Jahrhundert wurde der Flussverlauf im Zuge von Begradigungen verkürzt. Es entstanden vom Oberlauf bei Essen (Oldenburg) bis zur Mündung in Meppen eine Reihe von Altarmen.
Im Juli 2020 wurde der Fluss auf der Höhe von Osnabrück-Fledder mit Löschwasser verunreinigt. Infolgedessen verstarben mehrere Kilometer flussabwärts sämtliche Fische.

## Geographie
Die Hase ist aufgrund des geringen Gefälles von der Quelle bei Melle-Wellingholzhausen (in 163 m Höhe) bis zur Mündung in die Ems bei Meppen (in 11 m Höhe) ein relativ träger Fluss. Ein Wassertropfen benötigt sechs Tage für diese ca. 170 km lange Strecke.

### Verlauf

#### Quelle im Teutoburger Wald
Die Hase entspringt innerhalb des Landkreises Osnabrück im Teutoburger Wald direkt an der Stadtgrenze von Dissen im Südwesten und Melle im Nordosten. Ihre Quelle, die Hasequelle, liegt innerhalb des Natur- und Geoparks TERRA.vita im Puschkental rund 3 km südlich des Meller Stadtteils Wellingholzhausen, zwischen dem Steinbrink (ca. 209 m), einem Ausläufer des Hankenüll (ca. 307 m), im Südwesten und dem Kerßenbrocker Berg (ca. 185 m) im Osten; etwa 1,5 km nördlich der Hasequelle (ca. 163 m) erhebt sich der Beutling (ca. 220 m), auf dem ein Aussichtsturm steht.

#### Quelle–Hase-Else-Bifurkation
Anfangs fließt die Hase nordwestwärts, um etwas mehr als 1 km unterhalb ihrer Quelle das Wasser der flussnahen Quelle Schwarze Welle (auch Almaquelle genannt) aufzunehmen. Kurz darauf umfließt sie den auf 111 m Höhe gelegenen und über einen Kanal durch Hasewasser gespeisten Kronensee, wonach sie vom Rehbach, der sein Wasser unter anderem von der Großen Rehquelle und Kleinen Rehquelle bekommt, gespeist wird.
Fortan verläuft die Hase in Richtung Norden, wobei sie etwas westlich an Wellingholzhausen vorbeifließt. Etwas weiter nördlich zweigt vom zur Ems strebenden Fluss nahe dem Meller Stadtteil Gesmold in der Hase-Else-Bifurkation die künstlich angelegte Else ab, deren Wasser durch die Werre die Weser erreicht.

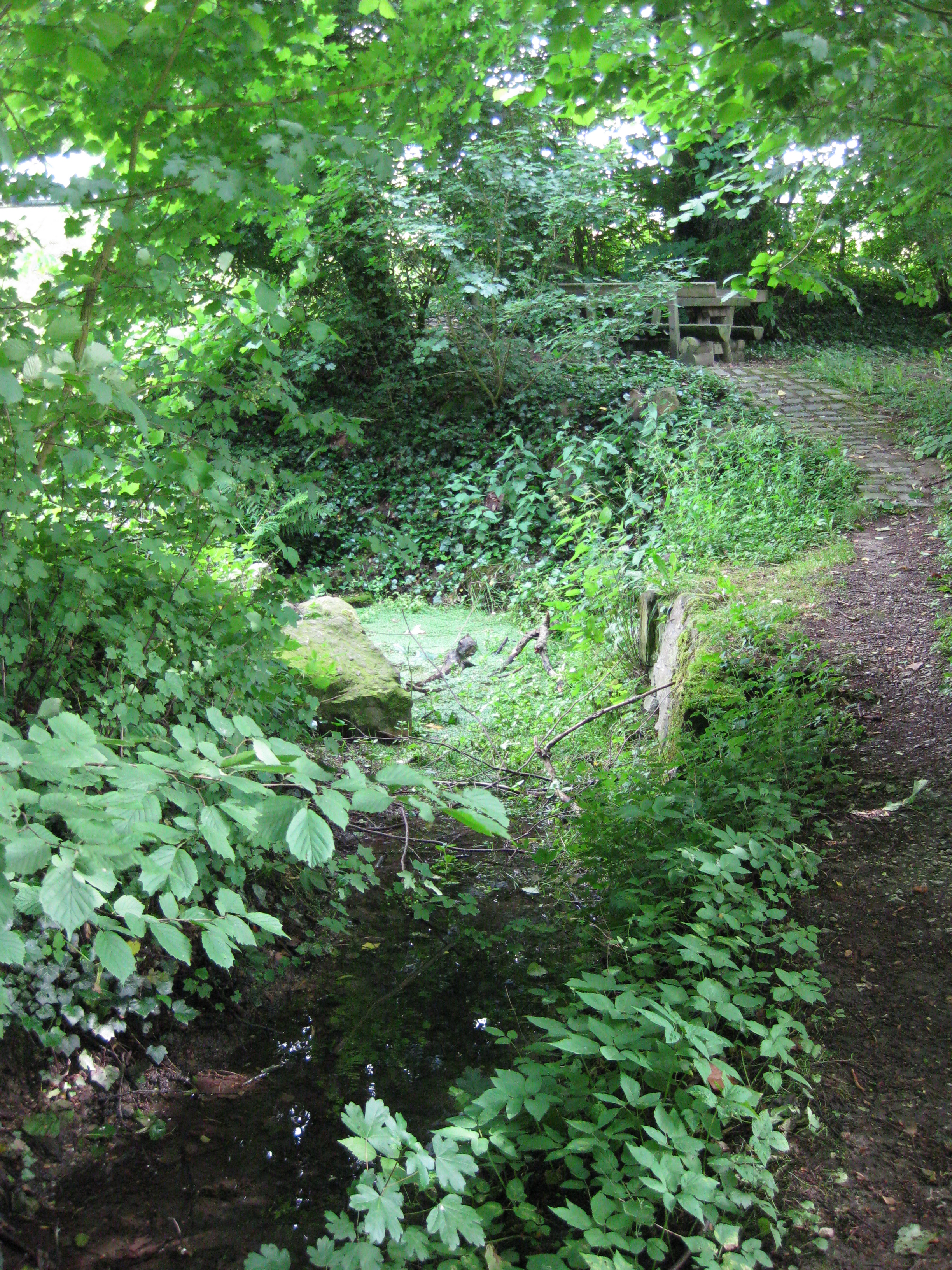
Hasequelle im Teutoburger Wald nahe dem Hankenüll
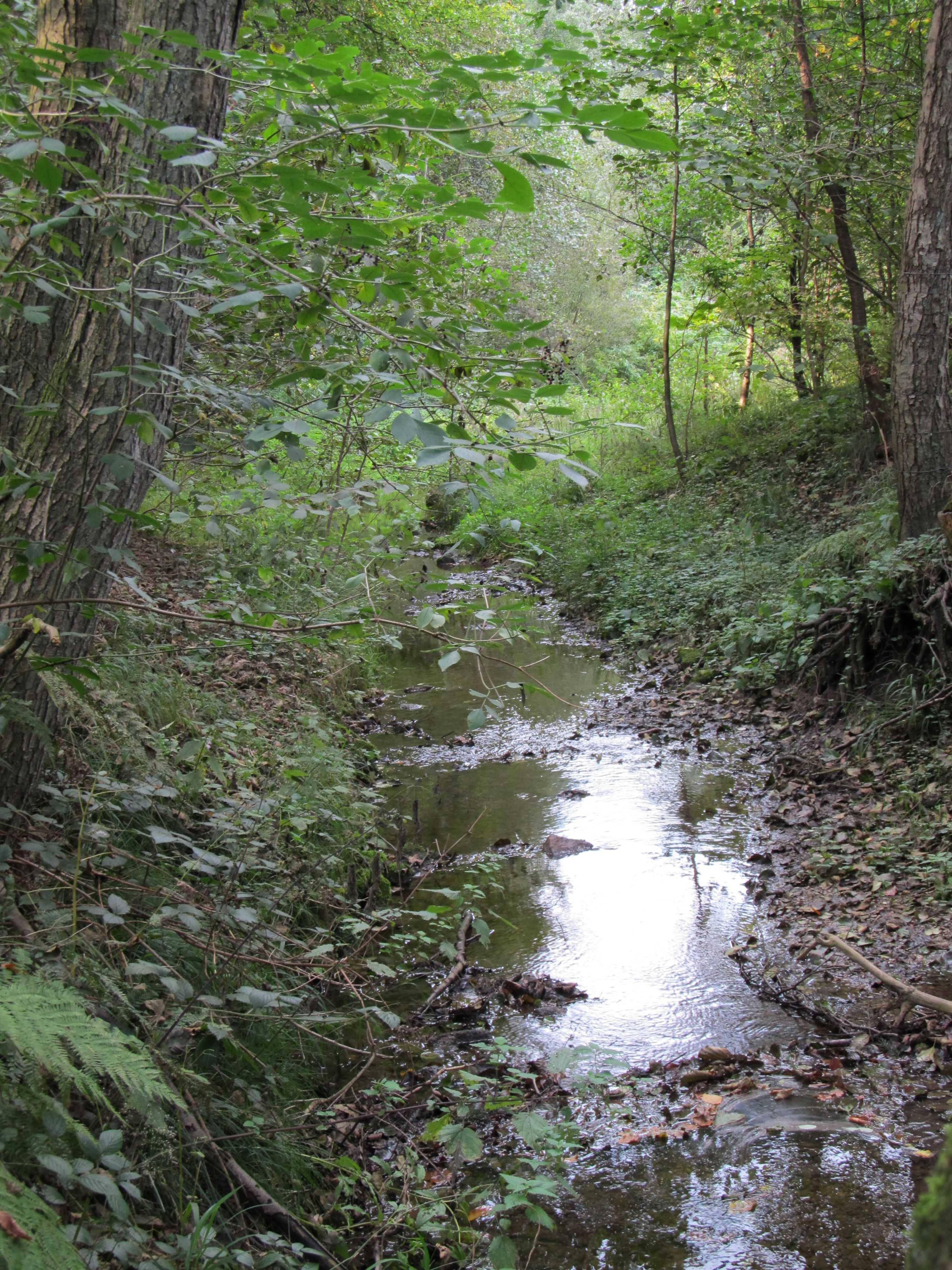
Die Hase beim Kronensee nahe Wellingholzhausen
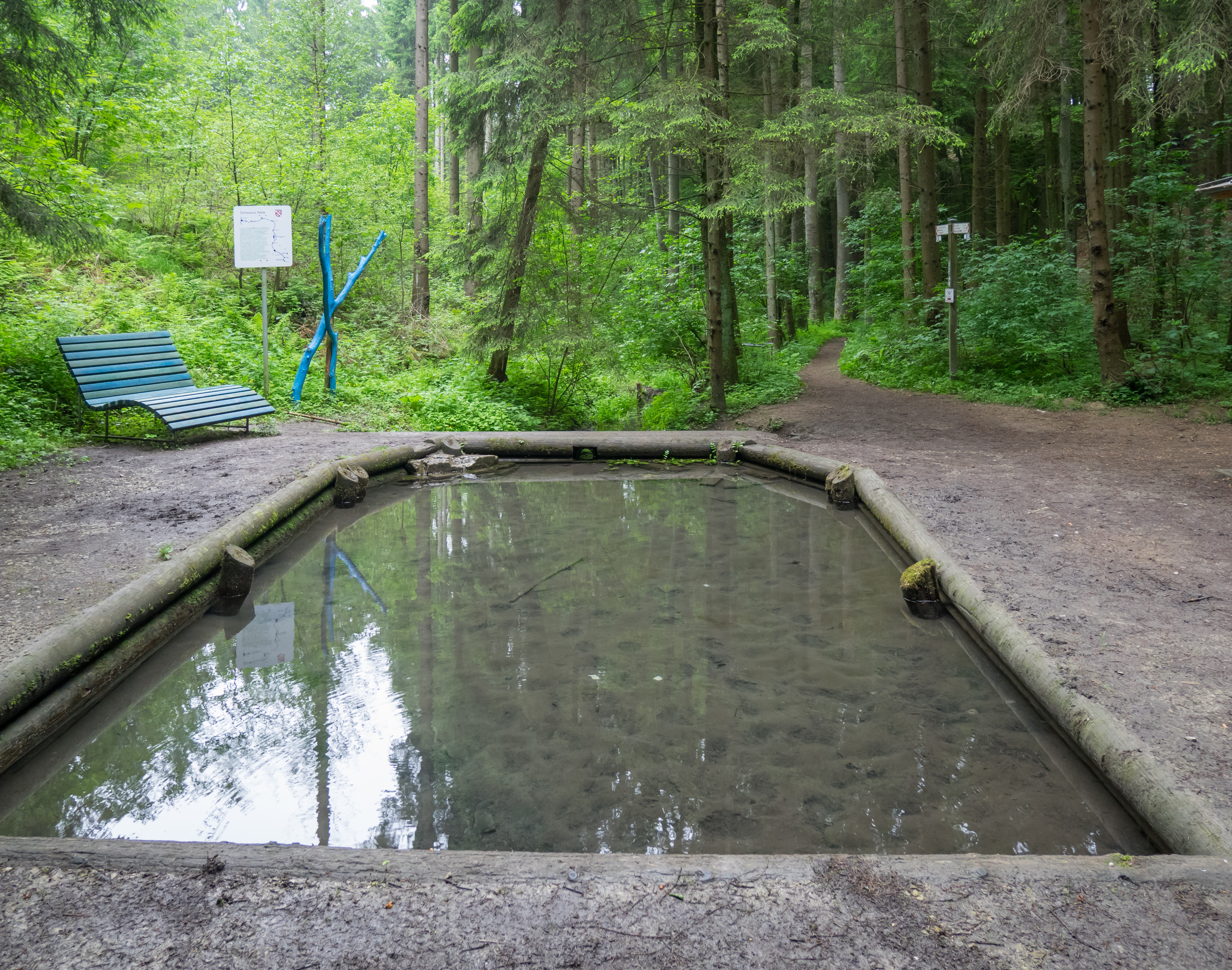
Hase-Nebenquelle: Schwarze Welle (Almaquelle)
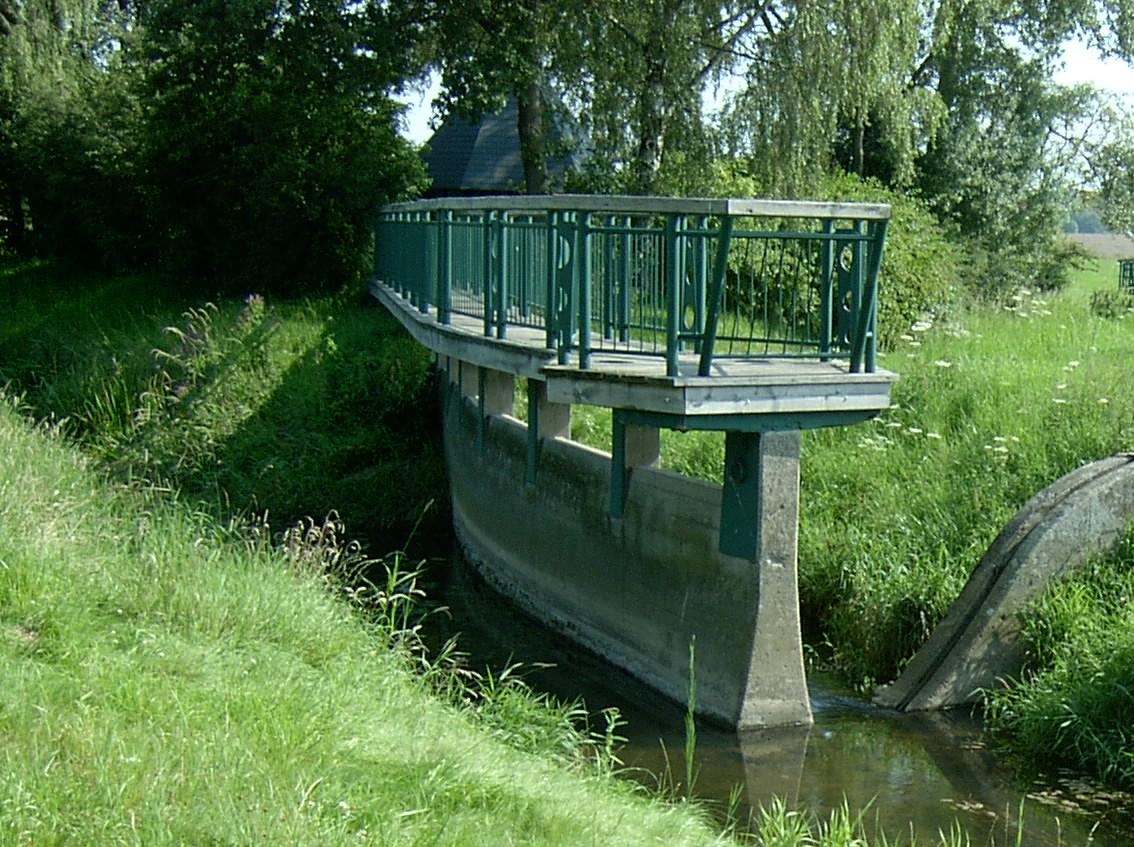
Hase-Else-Bifurkation mit Hase (links) und Else (rechts) in Gesmold

#### Hase-Else-Bifurkation–Osnabrück
Kurz unterhalb der Hase-Else-Bifurkation unterquert die Hase die Bundesautobahn 30, um sich nach Passieren des Bissendorfer Ortsteils Nemden wieder nach Nordwesten zu wenden und dabei das nahe der Mündung des Hüppelbruchgrabens in dem Fluss stehende Schloss Ledenburg östlich zu passieren. Anschließend fließt sie parallel zur Bahnstrecke Löhne–Rheine, nach Einmündung der Wierau, südlich an Wissingen und Lüstringen vorbei und, nach Unterqueren der Bundesautobahn 33, durch die Kernstadt von Osnabrück. Nach dem Unterqueren der Bahnstrecke Löhne–Rheine zweigt von der südlich der Bahnstrecke fließenden Hase (hier auch Neue Hase genannt) an einem Wehr die nördlich der Bahnstrecke verlaufende Klöckner Hase (⊙) ab. Oberhalb des Hauptbahnhofs Osnabrück mündet die Klöckner Hase (⊙) in die Hase; etwas unterhalb davon liegt das Hasewehr (⊙). Nach Durchfließen der Osnabrücker Innenstadt verläuft der Fluss zwischen dem östlich befindlichen Stadthafen Osnabrück mit von dort anfangs in Richtung Nordwesten verlaufenden Stichkanal Osnabrück und der im Westen angelegten Bahnstrecke Oldenburg–Osnabrück nordwestwärts zur Stadtgrenze bei Büren.

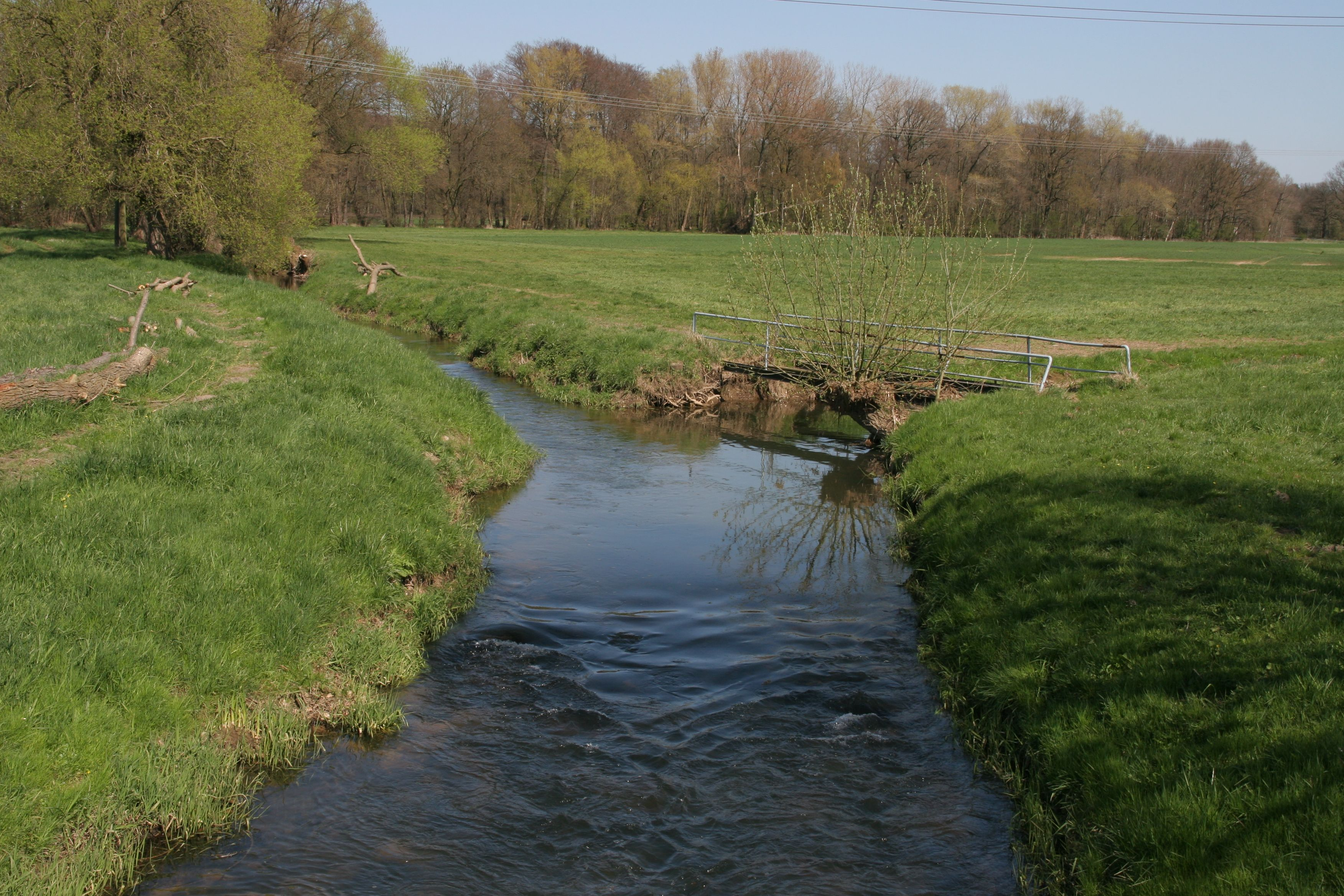
Mündung der Wierau (links) in die Hase nahe Wissingen
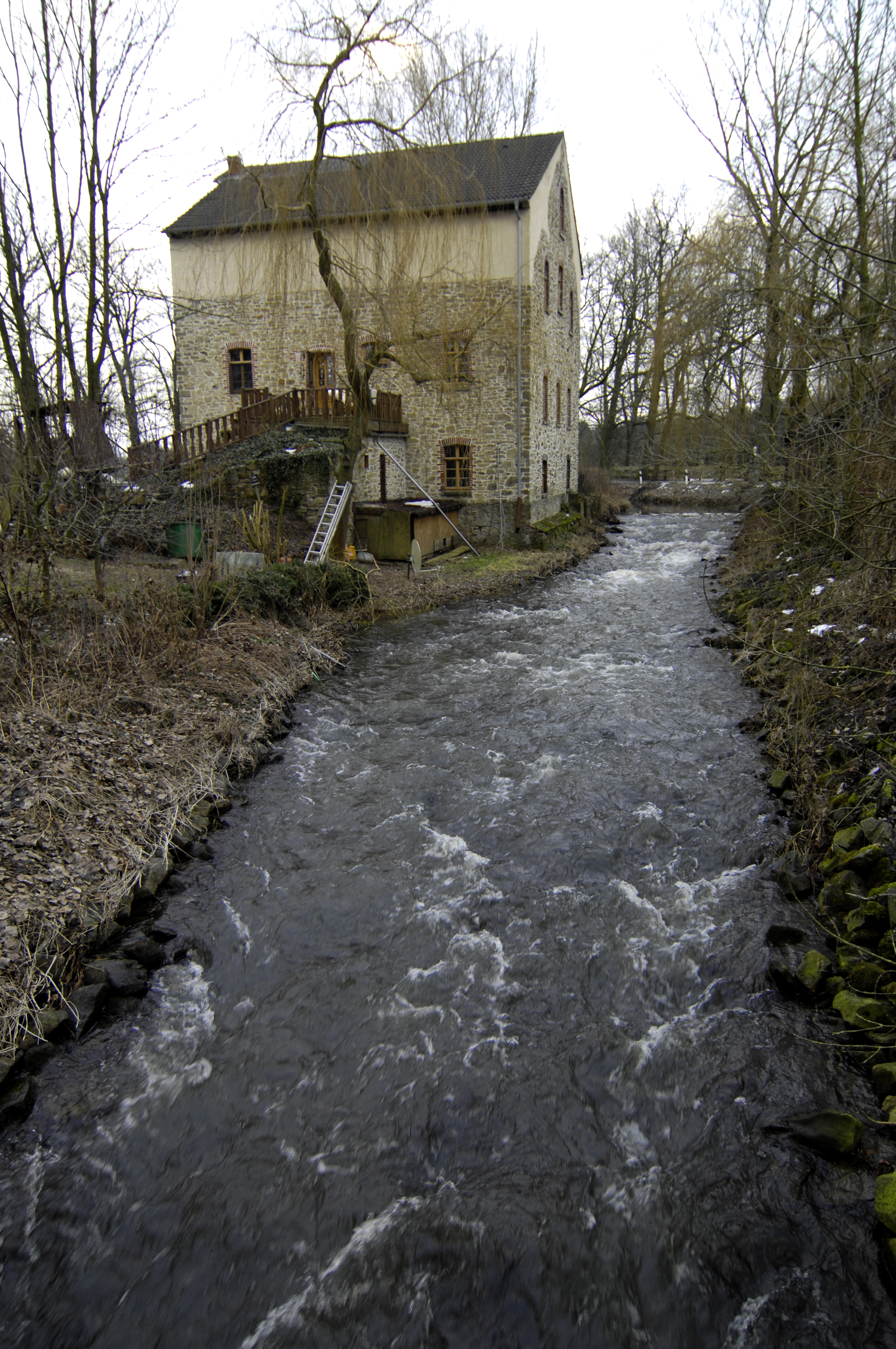
Ehemalige Wassermühle am Rittergut Stockum, nahe Bissendorf
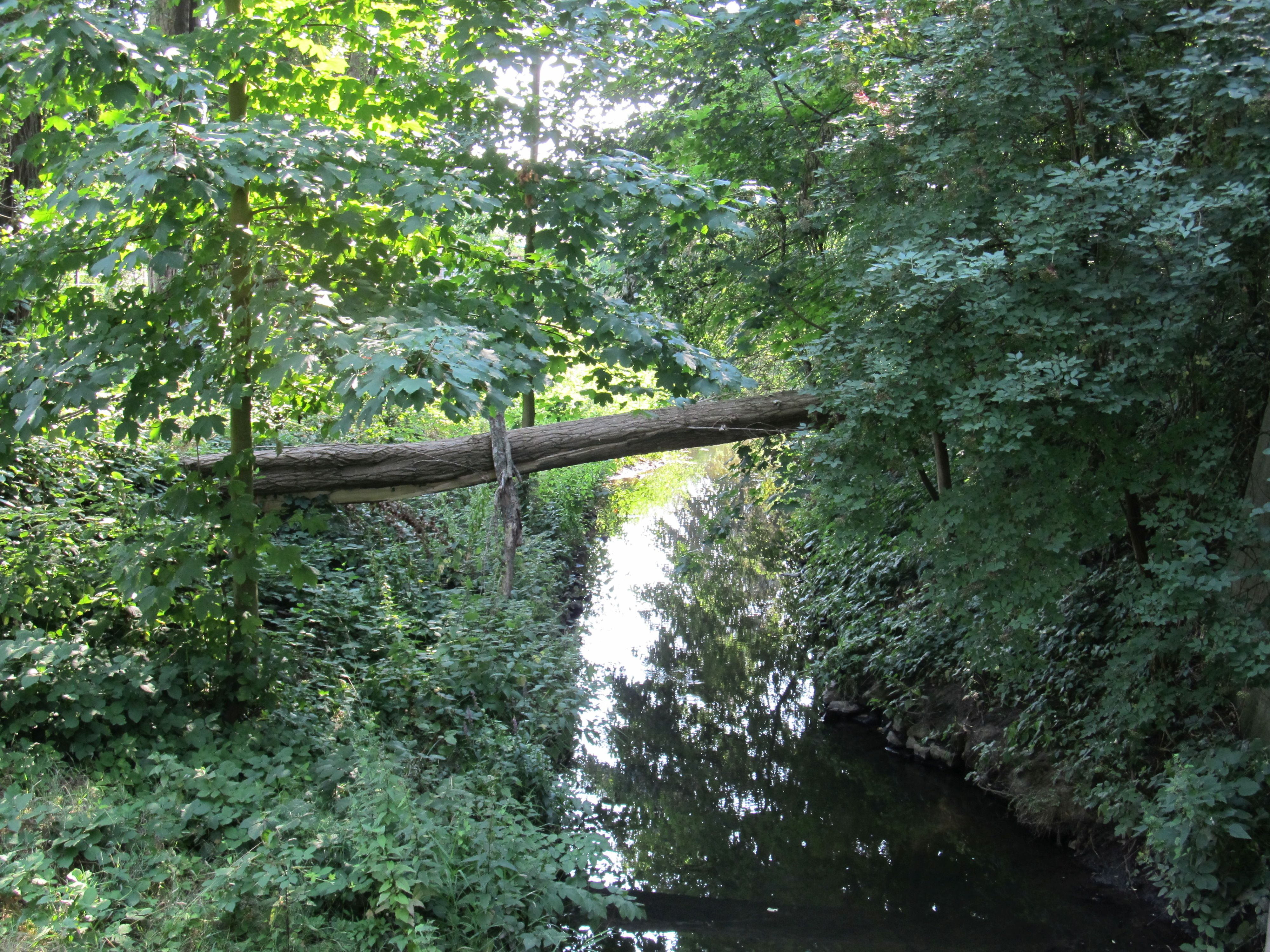
Hase am Haseuferweg Kloeckner-Hase im Schinkel in Osnabrück
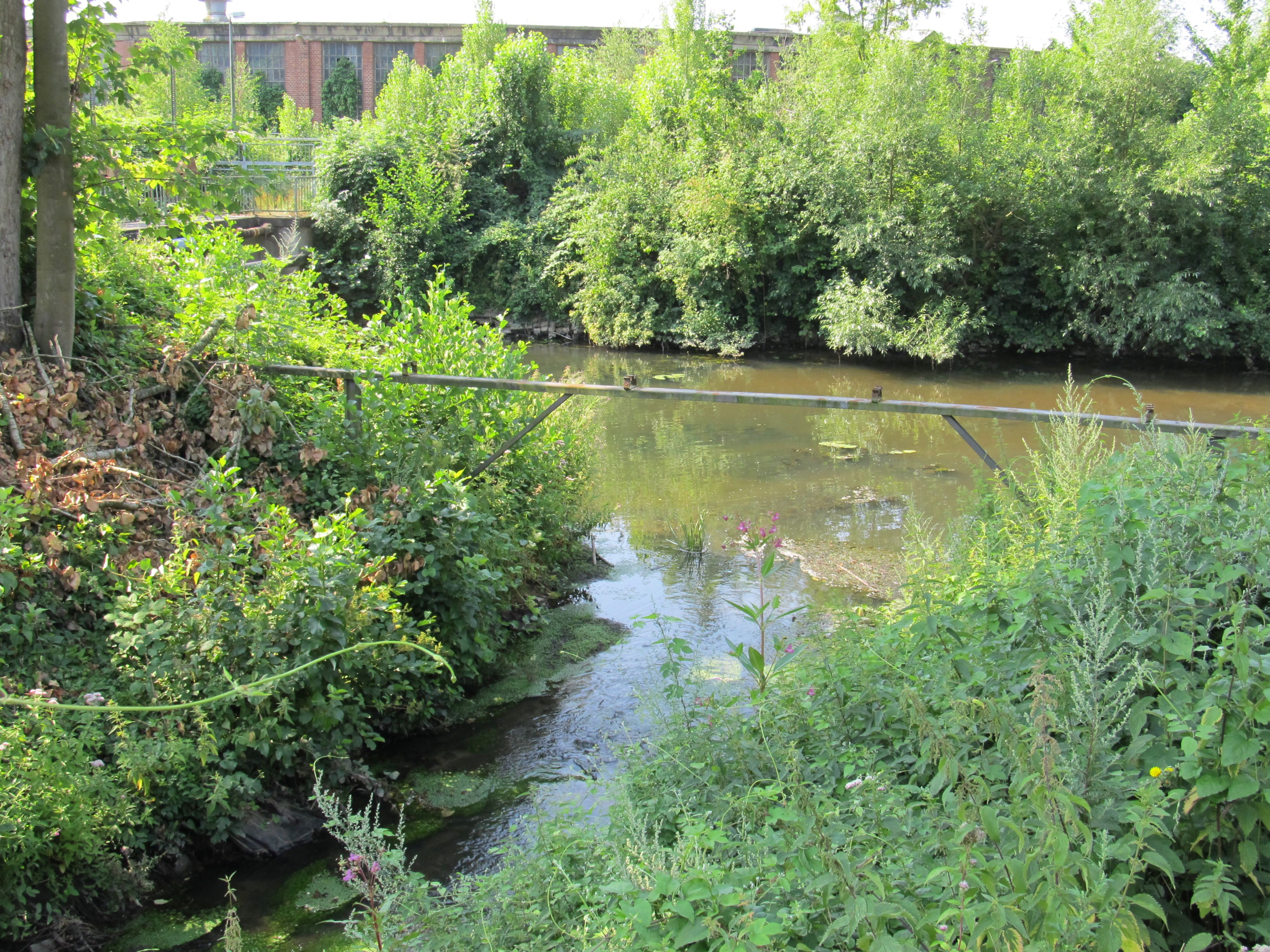
Hase am Haseuferweg mit der Mündung der Kloeckner-Hase in Osnabrück
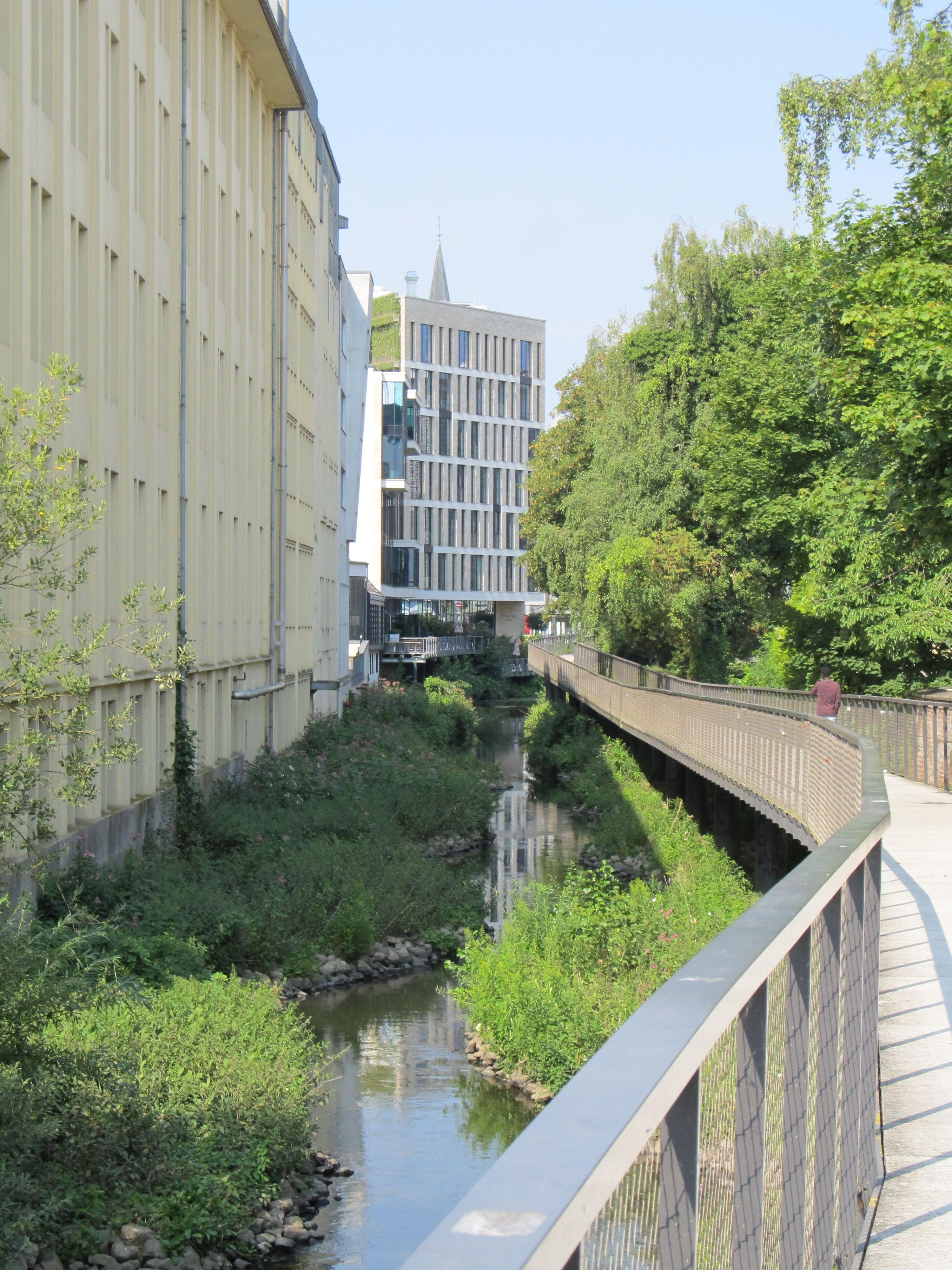
Hase mit Haseuferweg in Osnabrück Richtung Neumarkt
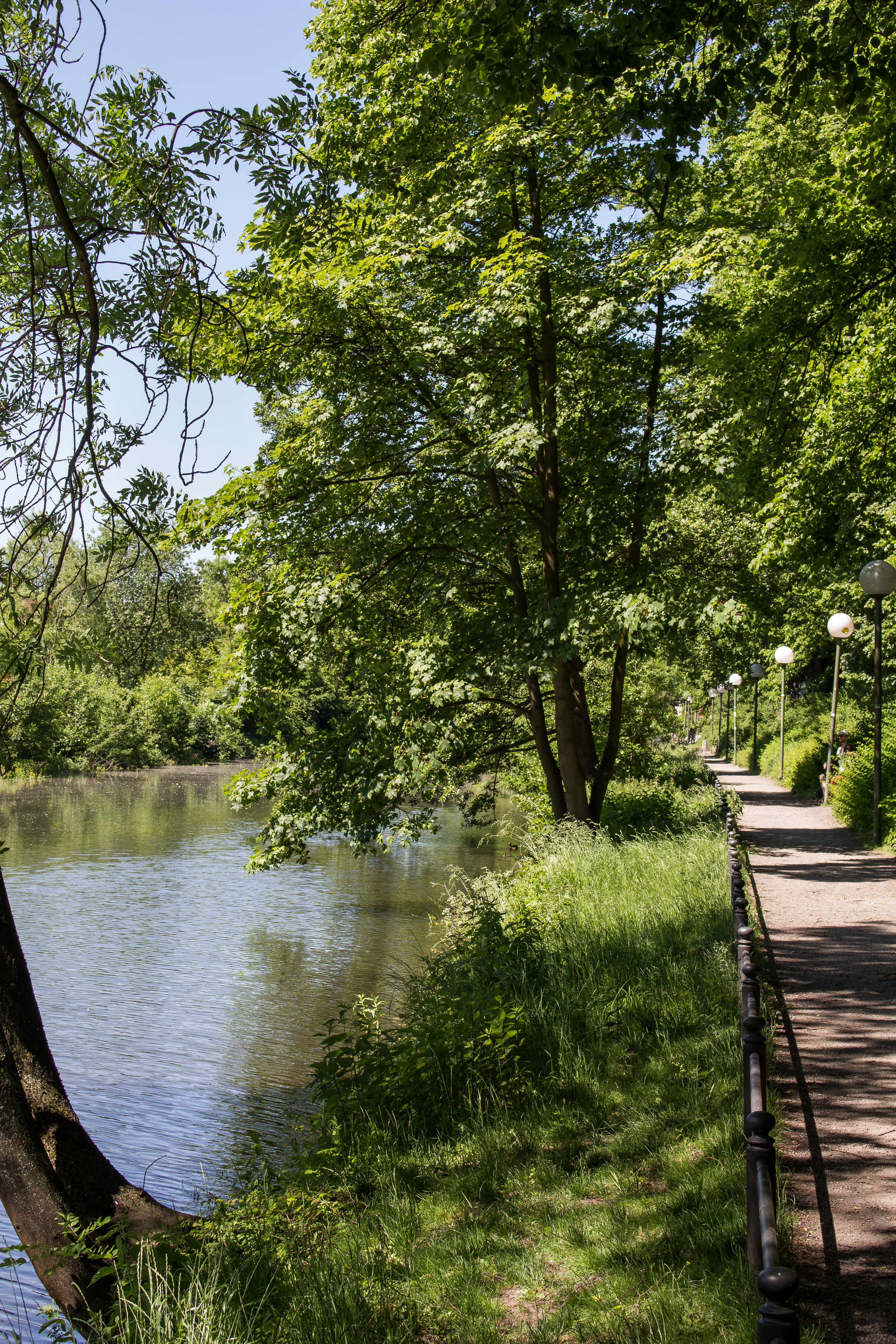
Hase am Herrenteichswall in Osnabrück
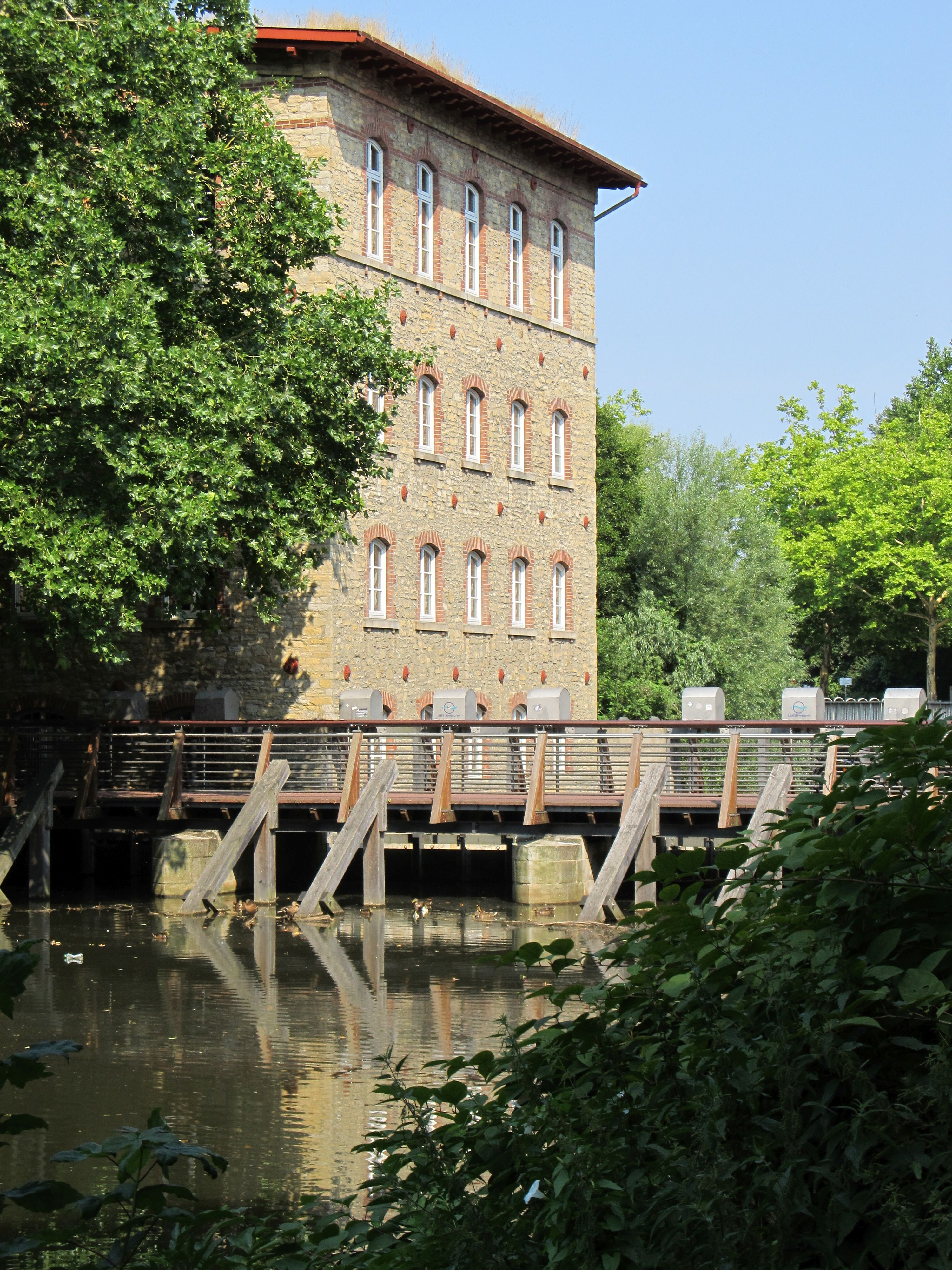
Hase an der Pernickelmühle in Osnabrück
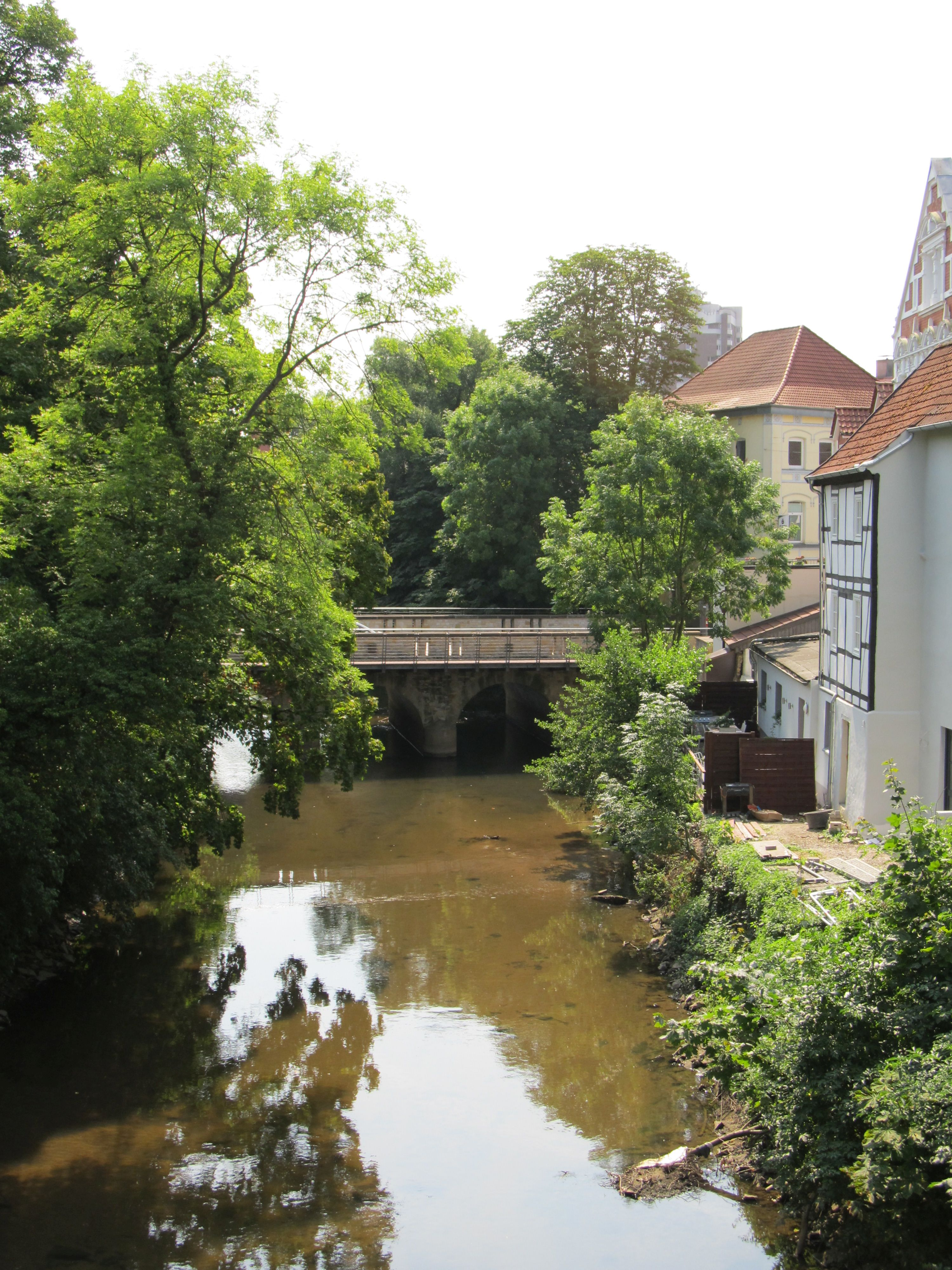
Hase mit der Angers-Brücke in Osnabrück

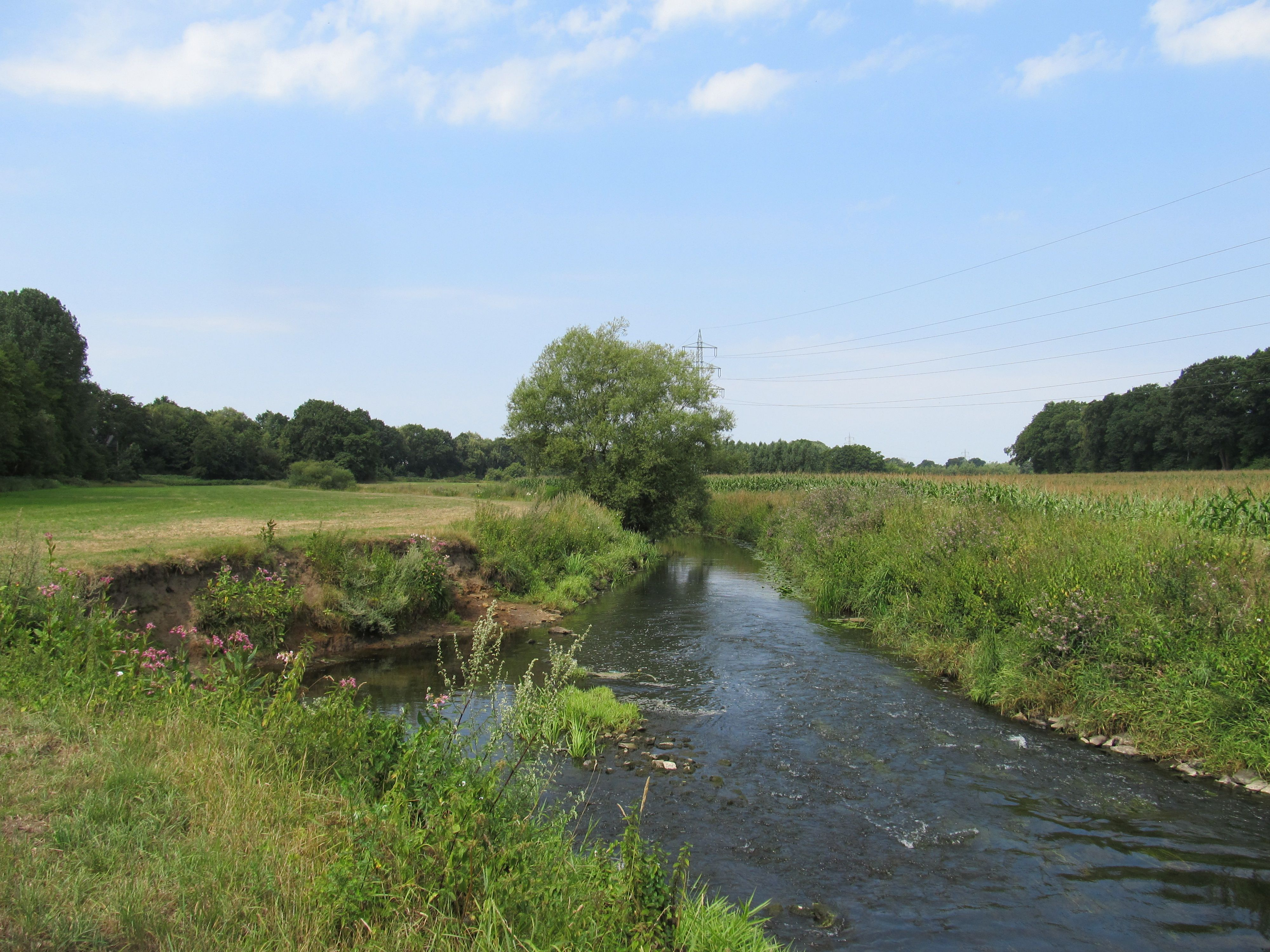
Hase als Landesgrenze: Links Halen (Nordrhein-Westfalen), rechts Hollage (Niedersachsen)

#### Osnabrück–Mittellandkanal
Nordwestlich des Osnabrücker Stadtteils Eversburg trennt die Hase das am Westufer gelegene Nordrhein-Westfalen von dem am Ostufer gelegenen Niedersachsen. Dabei wendet sie sich Richtung Norden. Links der Hase liegen in Nordrhein-Westfalen die Ortsteile Lotte; Büren und Halen. Rechts – südöstlich der BAB A 1, die dort die Hase überquert –, ist die Stadt Osnabrück und im Nord-Westen von ihr die Orte Wallenhorst und Hollage. Südlich des Bramscher Stadtteils Achmer, schwenkt die Landesgrenze nach Westen ab und die Hase unterquert im Hasedüker den Mittellandkanal, in dem rund 300 m weiter östlich der Stichkanal Osnabrück endet.

#### Mittellandkanal–Bramsche–Bersenbrück

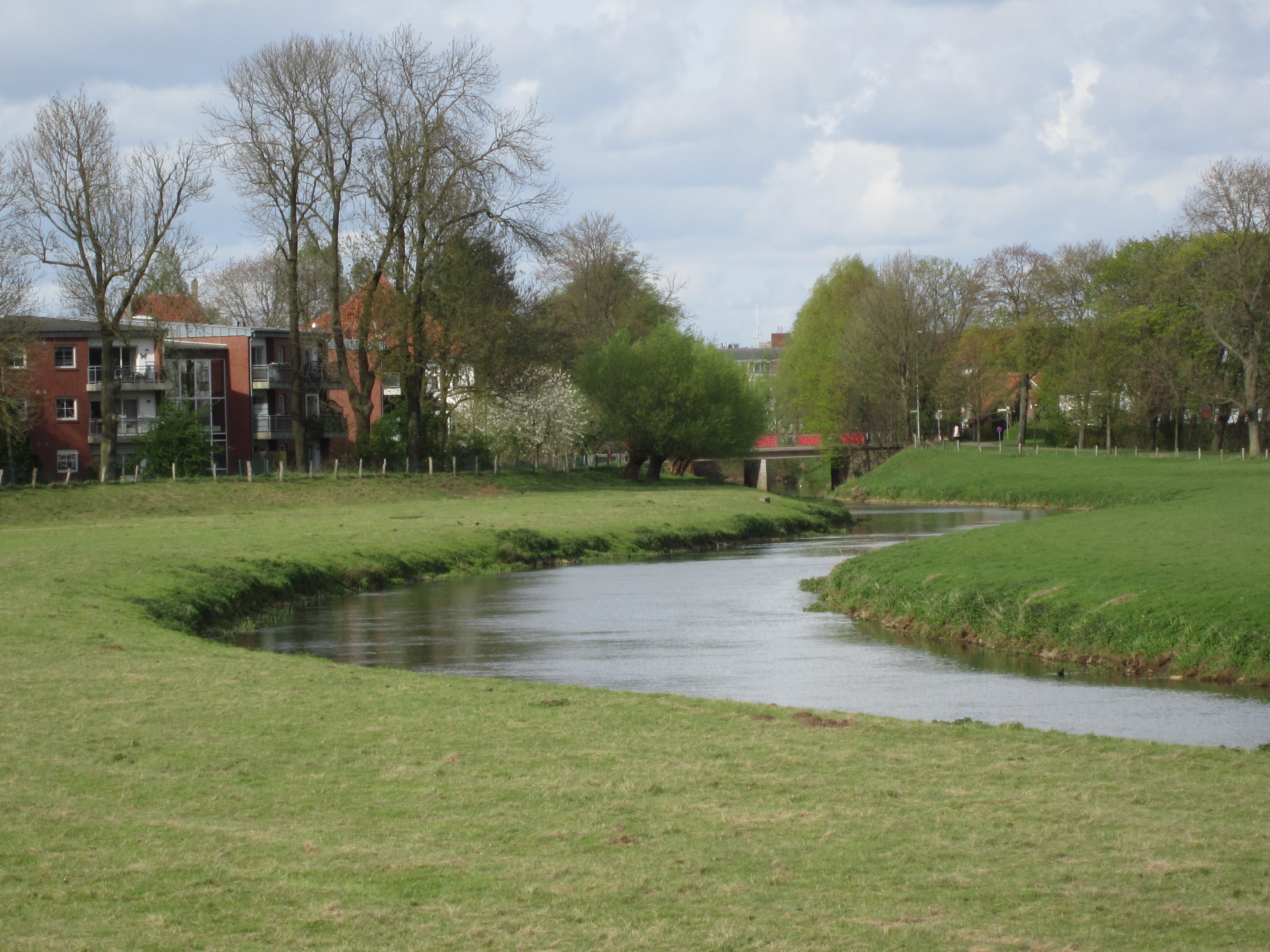
Die Hase in Bramsche nördlich der B 218

Etwas weiter nordöstlich durchfließt sie den zwischen dem Gehn im Nordwesten und dem Wiehengebirge im Südosten gelegenen Kernort der im Landkreis Osnabrück liegenden Stadt Bramsche. Dort ist sie mit dem östlich gelegenen Hasesee über eine Flutmulde verbunden. Fortan wendet sich der Fluss nach Norden.
Zwischen den Bramscher Ortsteilen Epe und Purenkamp teilt sich der Haselauf an der Schlippenstraße in die am östlichen Wehr beginnende Tiefe Hase (meist nur Hase genannt; ⊙) und in den am westlichen Wehr anfangenden Kanal Zuleiter (auf Landkarten teils auch Hase genannt; ⊙) auf: Die Tiefe Hase passiert das zwischen der Ankumer Höhe im Westen und den Dammer Bergen im Osten bei Alfhausen gelegene Hochwasserrückhaltebecken Alfsee etwa 2 km östlich und fließt dabei durch Rieste. Das Wasser des nach seinem Beginn östlich an Hesepe (Bramsche) verlaufenden Zuleiters durchfließt den Stausee; der anfangs Zuleiter genannte Kanal mündet unterhalb des Alfsees, nun mit Ableiter (heißt auf Landkarten teils auch Hase) bezeichnet, in die Hase. Weniger Meter nach Beginn der Tiefen Hase zweigt von dieser der Sögelner Mühlenbach (⊙) ab, der westlich von ihr das Haus Sögeln umflutet und oberhalb von Rieste auf die Tiefe Hase trifft. Etwa 170 m nach Beginn der Tiefen Hase nimmt diese den Rechtsseitigen Talgraben (⊙) auf, der durch einen etwa 250 m südlich dieser Stelle neben einer Brücke der Schlippenstraße beginnenden Überleiter (⊙) die Hohe Hase (⊙) speist. Diese dient zur Umflutung der Güter Kloster Malgarten (Bramscher Ortsteil Epe-Malgarten) sowie Kommende Lage (auch Kloster Lage genannt; Gemeinde Rieste). Ein weiterer Nebenarm auf Riester Gebiet ist die Alte Hase (auch Birke genannt), die unter anderem das Wohngebiet Hammer durchzieht. Auf alten Karten ist im Gemeindegebiet von Rieste der bis vor wenigen Jahrzehnten vorhandene Wulfert-Graben zu erkennen. Dieser Nebenarm der Hohen Hase diente vor allem zur Bewässerung von Wiesen. Die Tiefe Hase und Hohe Hase vereinigen (⊙) sich etwas unterhalb von Rieste-Hülsort und etwas nordwestlich des Klosters Lage. Kurz nach Einmünden des von Südosten heran fließenden Nonnenbachs nimmt die Hase das Wasser des vom Alfsee kommenden Ableiters (⊙) auf, wonach die Hase den (zwischenzeitlich zweimal verlassenen) Natur- und Geopark TERRA.vita (endgültig) verlässt und Bersenbrück erreicht.

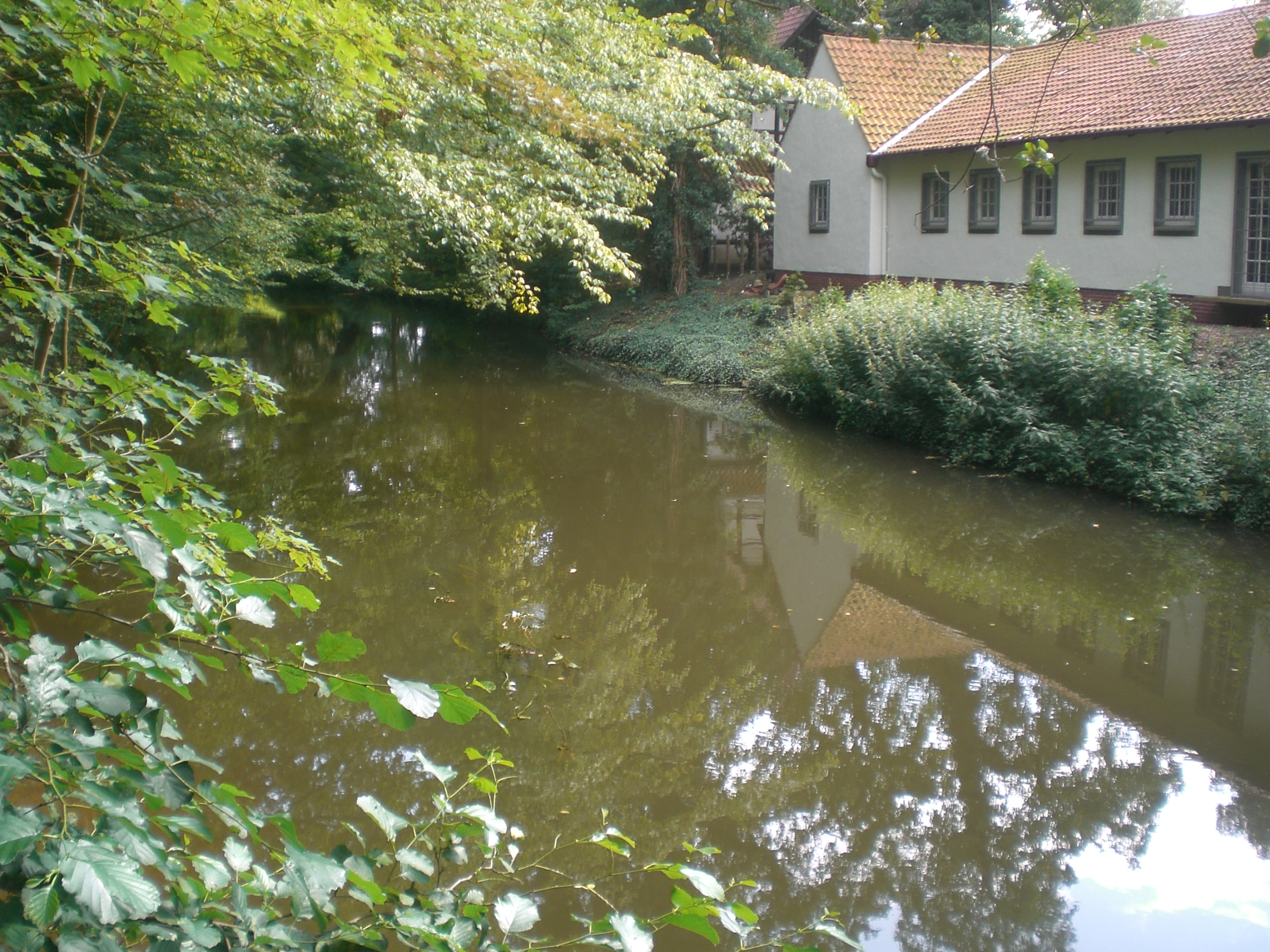
Die Hase in Bersenbrück

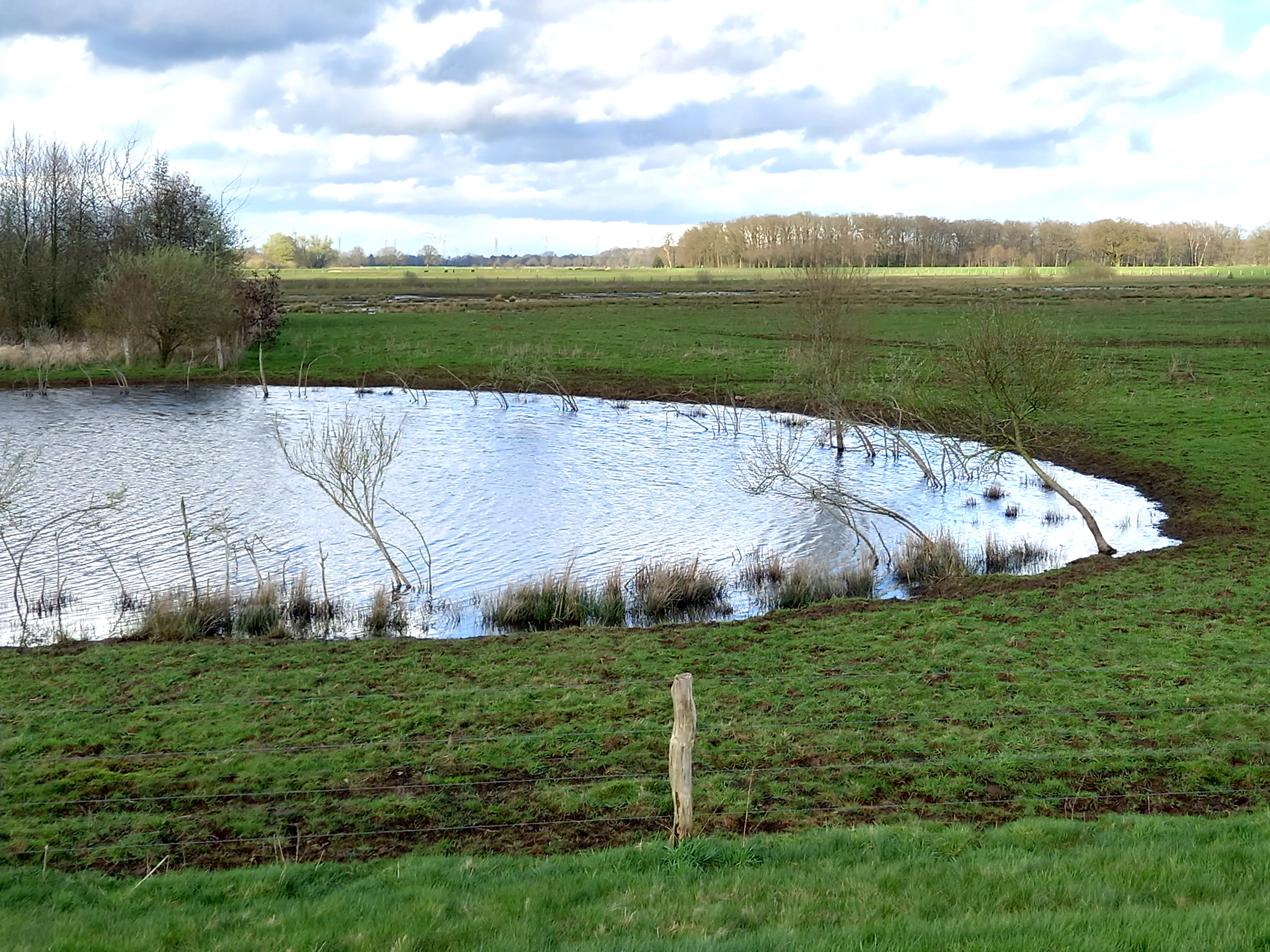
Retentionsfläche östlich der Hase in Rüsfort

#### Bersenbrück–Badbergen
Die Hase fließt von Bersenbrück bis zu ihrer Mündung in die Ems durch das Erholungsgebiet Hasetal. In Bersenbrück zweigt vom Fluss an einem Flutwehr der Hasekanal (⊙; anfangs auch Mühlen-Umflut, Bersenbrücker Wiesenkanal, Feldmühlenbach, Hasebruchabzug oder Mühlenhase und im mittleren und unteren Teil auch Alte Hase genannt) ab. Dieses Gewässer ist nicht mit dem gleichnamigen in Rieste identisch. Es wurde 1293 zur Versorgung des Klosters Bersenbrück nebst zugehöriger Mühle angelegt und verläuft etwas westlich des Hauptflusslaufs. Östlich von Badbergen mündet er wieder in die Hase (⊙). Unterhalb der Ortschaft verläuft die Hase durch Ostausläufer des Artlandes.
Hase-Flutwehr Bersenbrück

Das erstmals 1293 erwähnte Flutwehr in Bersenbrück wurde 1881 mit gemauerten Widerlagern erneuert. 1904 erfolgte die nächste Ausbesserung des Wehr durch den Ersatz der Holzschütze durch Stahlschütze und Ausmauerung des seitlichen Aufbaus. 1916/17 wird der hölzerne Abschussboden und noch hölzerne Teile des Widerlagers in massiver Bauart erstellt. Das Schützwehr wurde 1957/58 durch eine Fischbauchklappe ersetzt und ein weiteres Wehrfeld ergänzt. Nach der Übernahme des Wehrs durch das Land Niedersachsen in 1982 erfolgte eine Instandsetzung in 1986. 2002 wurde festgestellt, dass das Wehr abgängig ist und komplett saniert werden muss. Das neue Wehr wurde 2008 errichtet und in Betrieb genommen.
Nordöstlich der Brücke der K 138 (Straße von Badbergen nach Gehrde) über die Hase wurde in mehreren Schritten zwischen 2008 und 2022 auf dem Gebiet der Bauerschaft Rüsfort eine 42 ha große, zusammenhängende Auenlandschaft angelegt.

#### Badbergen–Quakenbrück–Löningen–Herzlake

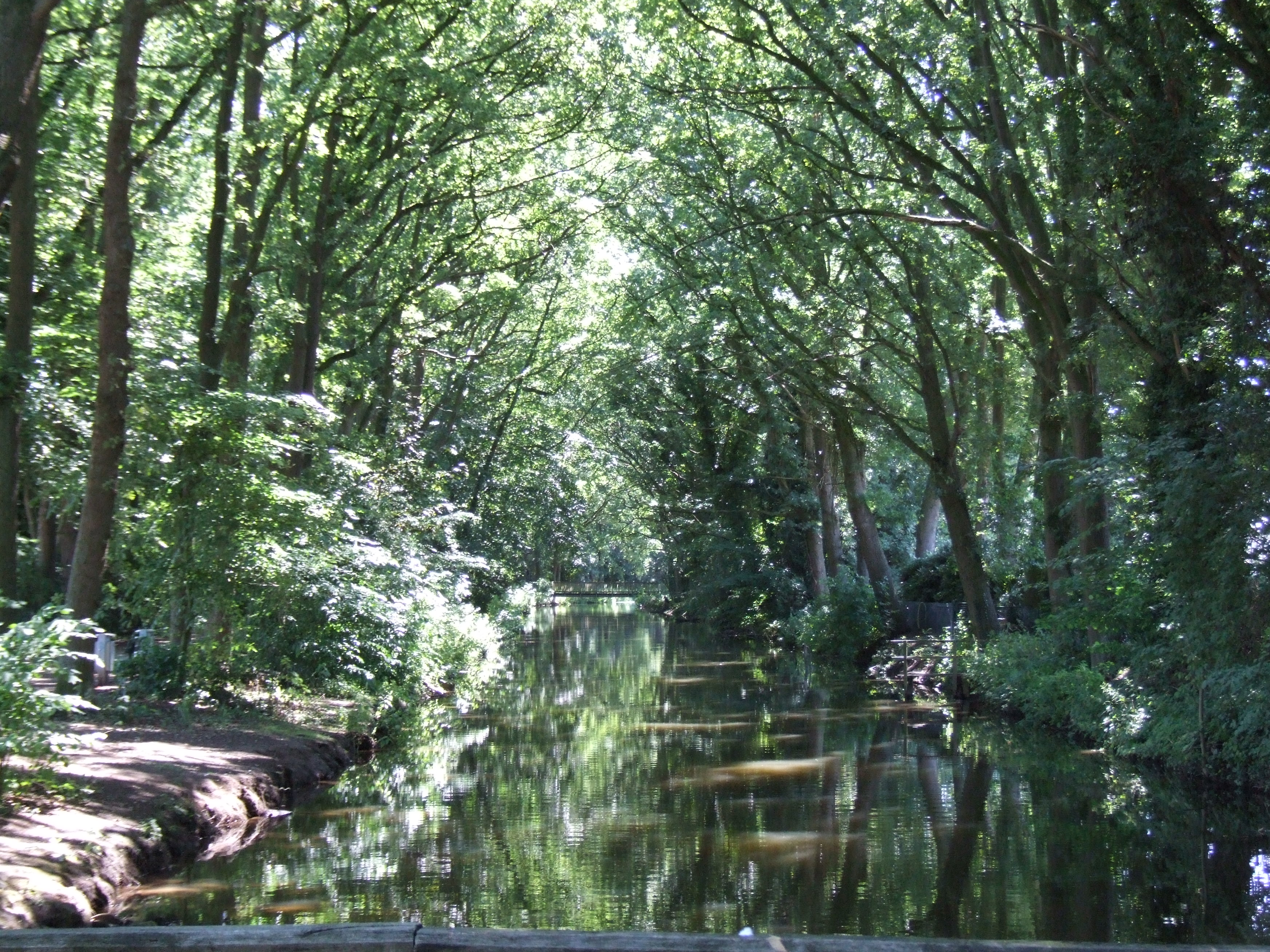
Die Deichhase oberhalb des Quakenbrücker Stadtparks

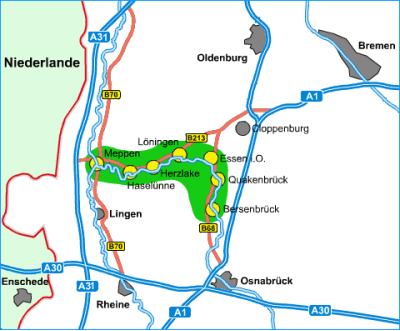
Erholungsgebiet Hasetal zwischen Bersenbrück und Meppen
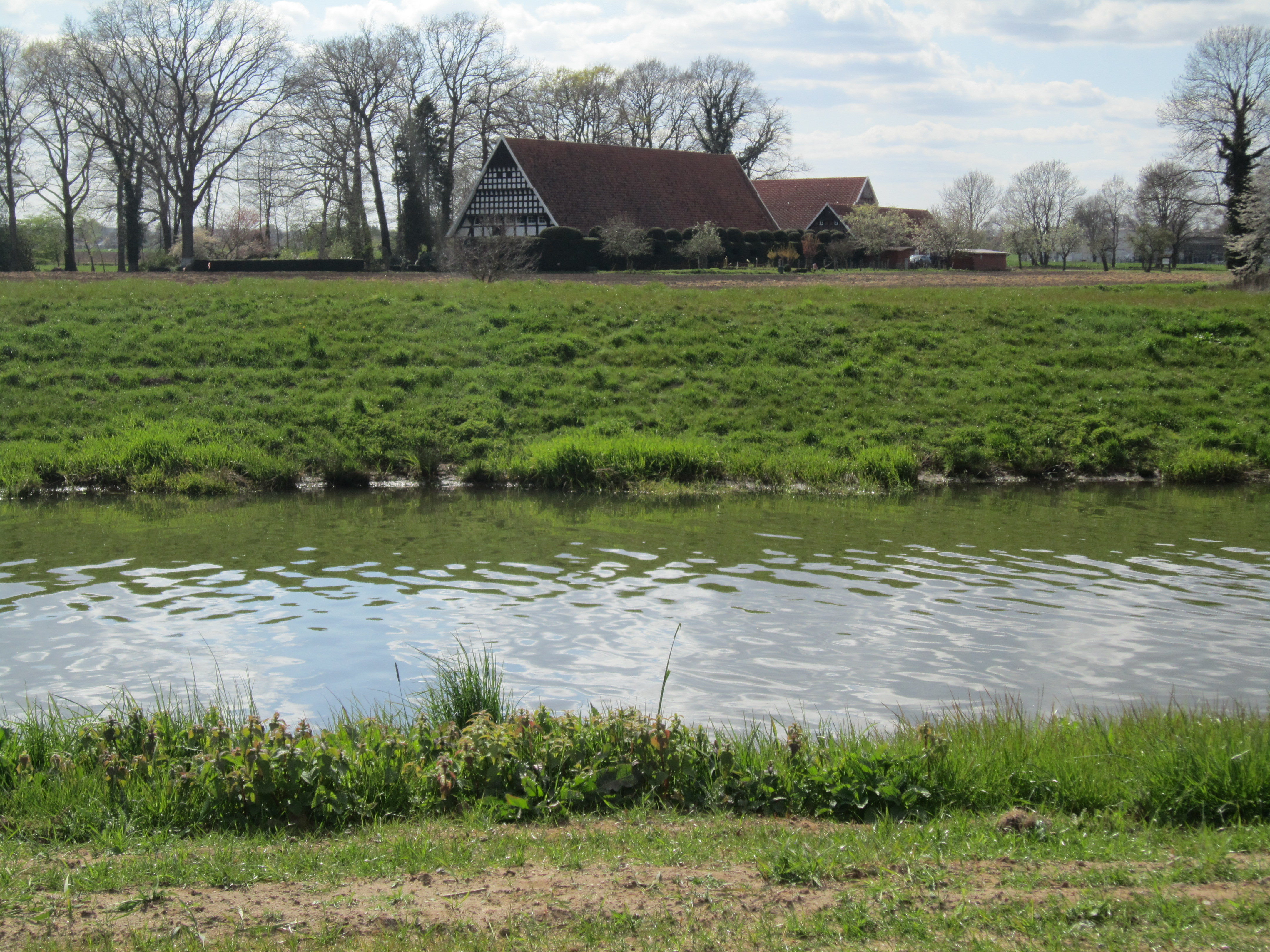
Hase unmittelbar südlich der Dinklager Straße in Wulften
Hase-Binnendelta bei Quakenbrück

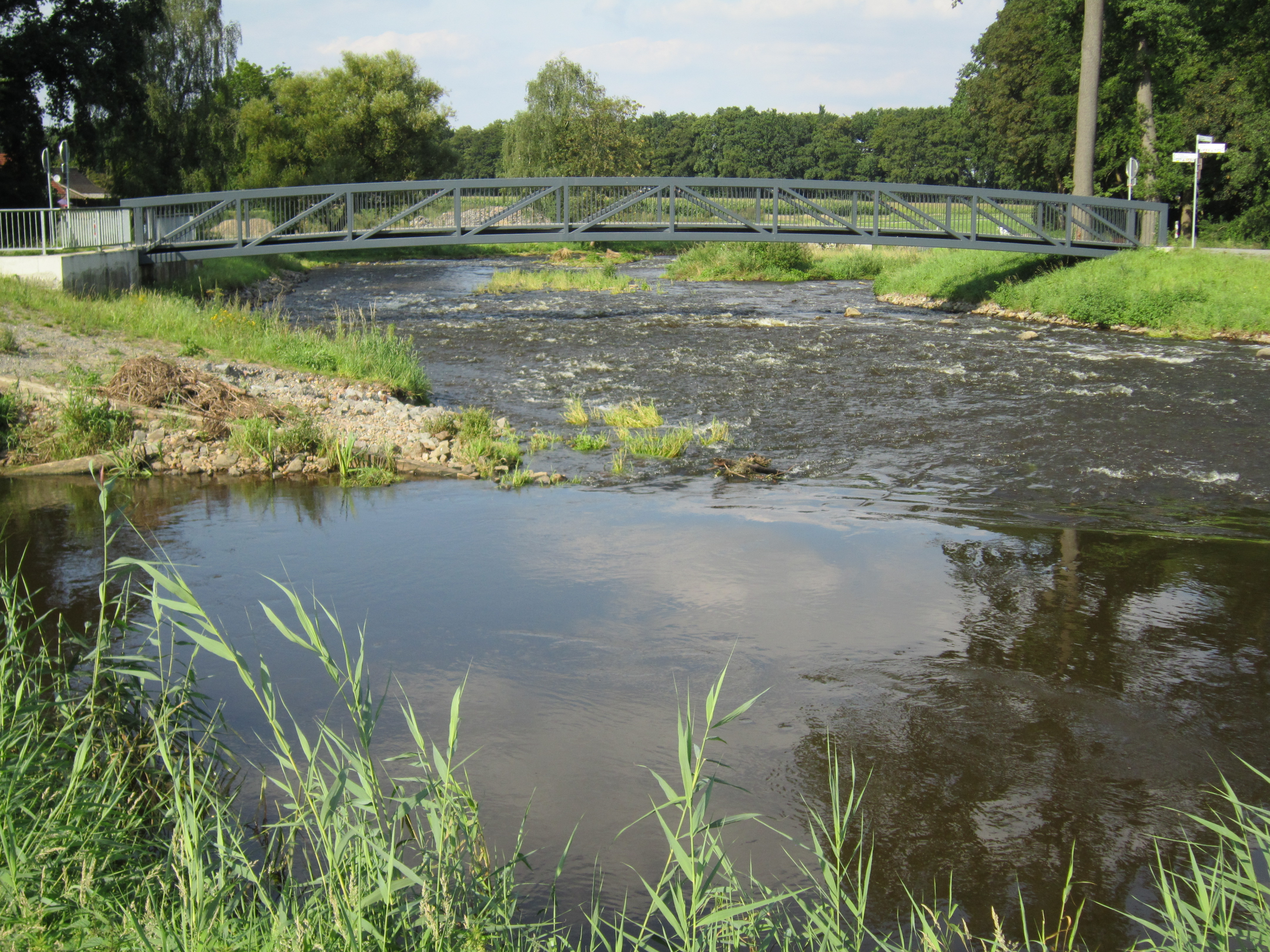
Beginn des Hasedeltas: links die Kleine Hase, im Hintergrund die Überfallhase

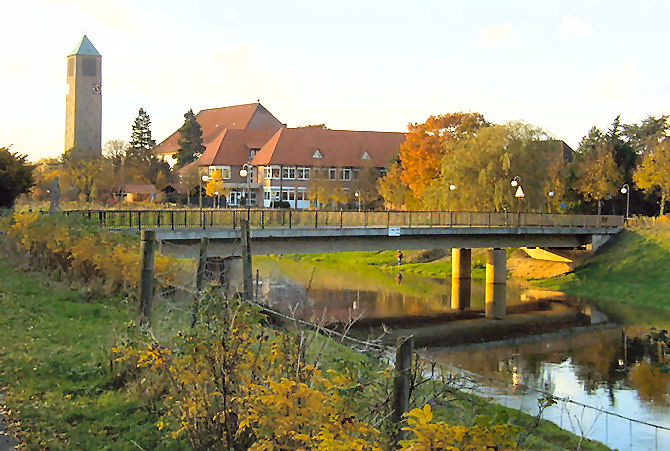
Die Hase in Löningen

Hase-Binnendelta bei Quakenbrück um 1903

Hasedelta:
Bereits oberhalb von Bersenbrück bietet sich dem Wasser der Hase die Möglichkeit, über Nebenstrecken zu fließen, etwa über die Alte Hase und den von dieser abzweigenden Grother Kanal (⊙) in die Kleine Hase unterhalb Quakenbrücks. Auch nach rechts fließt an mehreren Stellen oberhalb des ehemaligen Schützenhofwehrs Hasewasser in die Wrau ab. Als „Hasedelta“ wird jedoch vor allem das Gebiet unterhalb der Stelle bezeichnet, wo sich die Hase auf der Grenze der Gemeinde Badbergen zur Stadt Quakenbrück nahe dem Quakenbrücker Schützenhof wenige Meter südlich vom ehemaligen Haseüberfall (Schützenhofwehr; ⊙) in die Große Hase und die Kleine Hase aufteilt:
Große Hase:
Bei Badbergen zweigt von der Hase die östlich parallel zu dieser fließende Wrau (⊙) ab, die anfangs den Heller Binnenbach (Möllwiesenbach) aufnimmt und in Quakenbrück zur wenige Meter südlich des einstigen Haseüberfalls beginnenden Überfallhase (⊙) als Teil der Großen Hase überleitet; letztere bildet ab dem Anfang des Hasedeltas den rechtsseitigen Hauptarm der Hase. Bis zur Wiedervereinigung mit der Kleinen Hase fließen in diesen Arm von links im Wesentlichen Gewässer ein, die eine Querverbindung zur Kleinen Hase darstellen. Nach etwa 1,7 km Fließstrecke vereinigt sich die Wrau (⊙) mit der Überfallhase. Nordöstlich von Quakenbrück mündet der Bünne-Wehdeler Grenzkanal (⊙) in den Wasserzug, der auch Essener Kanal oder Neue Hase genannt wird. Etwas weiter nordwestlich passiert die Große Hase Essen, wonach die aus dem Landkreis Vechta kommende Lager Hase (⊙) einmündet. Später verläuft das fortan nur noch Große Hase genannte Fließgewässer durch Löningen, wo es den Löninger Mühlenbach aufnimmt.
Kleine Hase:
Die Kleine Hase (⊙), die am Anfang des Hasedeltas als linksseitiger Nebenarm der Hase beginnt, fließt westwärts durch Quakenbrück. Ableitungen nach rechts münden in der Regel in die Große Hase ein. Etwa 2 Kleine-Hase-Flusskilometer unterhalb des von ihr abzweigenden Trentlager Kanals trifft (⊙) der von der Alten Hase kommende Grother Kanal westlich von Quakenbrück von links auf die Kleine Hase. Weitere Zuflüsse aus Richtung Süden sind der Reitbach, der Eggermühlenbach und der Kaulkebach. Unterhalb von Menslage bildet die Kleine Hase nach Einmünden der Hahler Beeke den 16,15 km langen Hahnenmoorkanal, der nördlich des Hahlener Moors und des Hahnenmoors fließt, von Süden her den Renslager Kanal aufnimmt und sein Wasser nach Erreichen des Landkreises Emsland etwas westlich unterhalb des zu Herzlake gehörenden ehemaligen Gutsbezirks Aselage in die Große Hase einspeist (⊙). Die Kleine Hase und der Hahnenmoorkanal sind zusammen 24 km lang. Wenn man als „Hase-Binnendelta“ den Bereich definiert, in dem sich die Hase ohne Eingriff des Menschen von selbst verzweigt hat, dann gehört das Gebiet nördlich des Hahnenmoorkanals nicht zum Hase-Binnendelta.
Querverbindungen:
Im Hasedelta – zwischen Quakenbrück und Herzlake – gibt es mehrere Querverbindungen von der Kleinen zur Großen Hase; insbesondere sind diese:
Die Deichhase (⊙) fließt in Richtung Nordwesten in die Innenstadt Quakenbrücks. Sie teilt sich wenige Meter südwestlich des Freibades Quakenbrück in drei Arme auf (⊙), wovon der linke zur Kleinen Hase überleitet.
Der mittlere Arm, in den nach kurzer Strecke der rechte zurückgeleitet wird, wird Große Mühlenhase genannt; er durchfließt den Siedlungskern der Kernstadt zunächst in westlicher, dann in nördlicher Richtung. Die Große Mühlenhase unterquert die Bundesstraße 68, fließt östlich an Hengelage vorbei und trifft (⊙) westlich der Wehres Brokhagen-Stau auf den Essener Kanal. Bevor es dieses künstliche Wasserbauwerk gab (es wurde im letzten Viertel des 18. Jahrhunderts errichtet), floss die Große Mühlenhase bis Osteressen weiter. Vor Beginn der Haseregulierungen nahm sie den Großteil der Wassermassen der Hase auf und war insofern der Vorläufer der Großen Hase, welche am Ortskern von Essen (im Bett der heutigen Lager Hase) vorbeifloss. Durch die Umleitung der Großen Hase in die Überfallhase und den Essener Kanal wurde nicht nur Quakenbrück, sondern auch Essen vor Überflutungen geschützt. Allerdings kam es durch die Kürze der Strecke zwischen dem Beginn der Überfallhase und dem Zusammenfluss des Essener Kanals mit der ebenfalls kanalisierten und dadurch verkürzten Lager Hase häufig zu Staueffekten mit hohen Pegelständen. Um diese zu verringern, wurde bis 2020 auf 400 Metern der Gewässerverlauf der Großen Mühlenhase durch Anlage einer 2 ha großen Sekundärauenlandschaft optimiert.
Der Trentlager Kanal zweigt am Westrand von Quakenbrück an der Stelle (⊙) von der Kleinen Hase nach rechts ab, an der diese die Grenze zwischen der Stadt Quakenbrück und der Gemeinde Menslage bildet. Der Kanal nähert sich der Großen Hase in nordwestlicher Richtung. Er bildet auf weiten Strecken die Grenze zwischen der Samtgemeinde Artland sowie dem Landkreis Osnabrück einerseits und der Gemeinde Essen sowie dem Landkreis Cloppenburg andererseits. Auf seinem letzten Abschnitt trennt er die Gemeinde Essen von der Stadt Löningen und trifft (⊙) auf beider Grenzen auf die Große Hase. Der Trentlager Kanal ging im Wesentlichen aus der Regulierung des ehemaligen Stumborger Bachs hervor.
Eine weitere Querverbindung stellt der Bühnenbach dar, der unmittelbar südöstlich des Ortskerns von Menslage von der Kleinen Hase abzweigt (⊙), durch Röpke fließt und südwestlich von Böen die Große Hase erreicht (⊙). Vor dem Bau des Hahnenmoorkanals stellte der Bühnenbach den Unterlauf der Kleinen Hase dar, so dass damals das Hasedelta bei seiner Mündung endete.

#### Herzlake–Meppen
Westlich unterhalb von Herzlake fließt die Hase nach Einmünden von Südradde und Lager Bach durch Haselünne, wonach sie die Lotter Beeke aufnimmt. Etwas unterhalb von Haselünne münden nahe Hamm der Bawinkler Bach und zwischen Lehrte-Kreyenborg und Dörgen die Mittelradde in die Hase. Nach anschließendem Passieren von Bokeloh nimmt sie das Wasser des Teglinger Bachs auf. Kurz darauf unterquert der Fluss etwa bei Erreichen der Kernstadt von Meppen die Emslandstrecke, wonach von Süden kommend als kurzer Stichkanal ein Rest des Ems-Hase-Kanals (Alter Emskanal) abzweigt.

#### Mündung in Meppen
Etwas südsüdöstlich vom nahe der Meppener Innenstadt gelegenen Emshafen, dessen Becken in einem Flussarm der Alten Hase liegt, mündet die Hase in den Dortmund-Ems-Kanal bzw. etwa 600 Flussmeter nordwestlich davon in den dort etwa von Süden kommenden Nordsee-Zufluss Ems; Fluss und Kanal teilen sich also die mündungsnahe Fließstrecke.

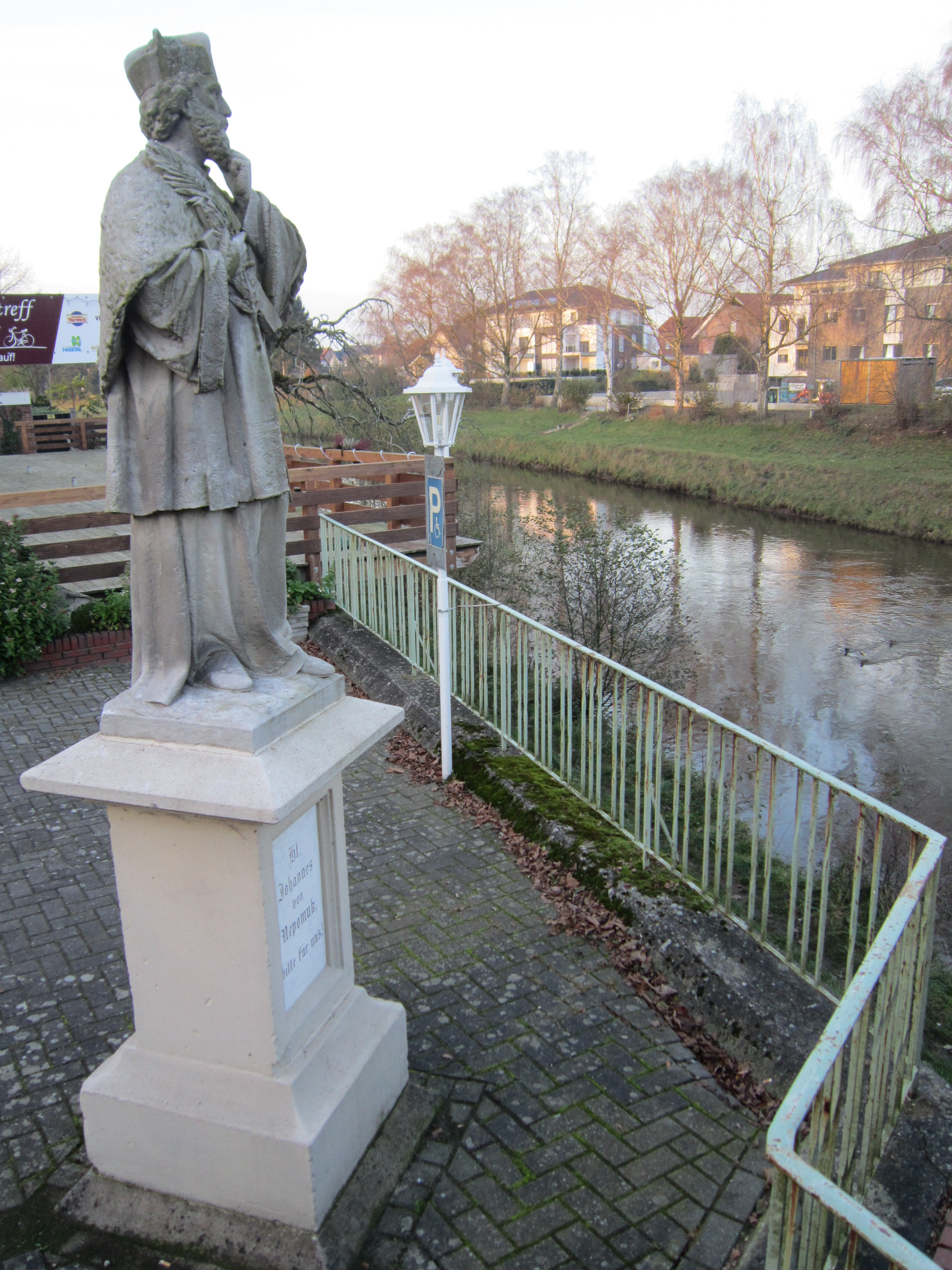
Die Hase in Herzlake
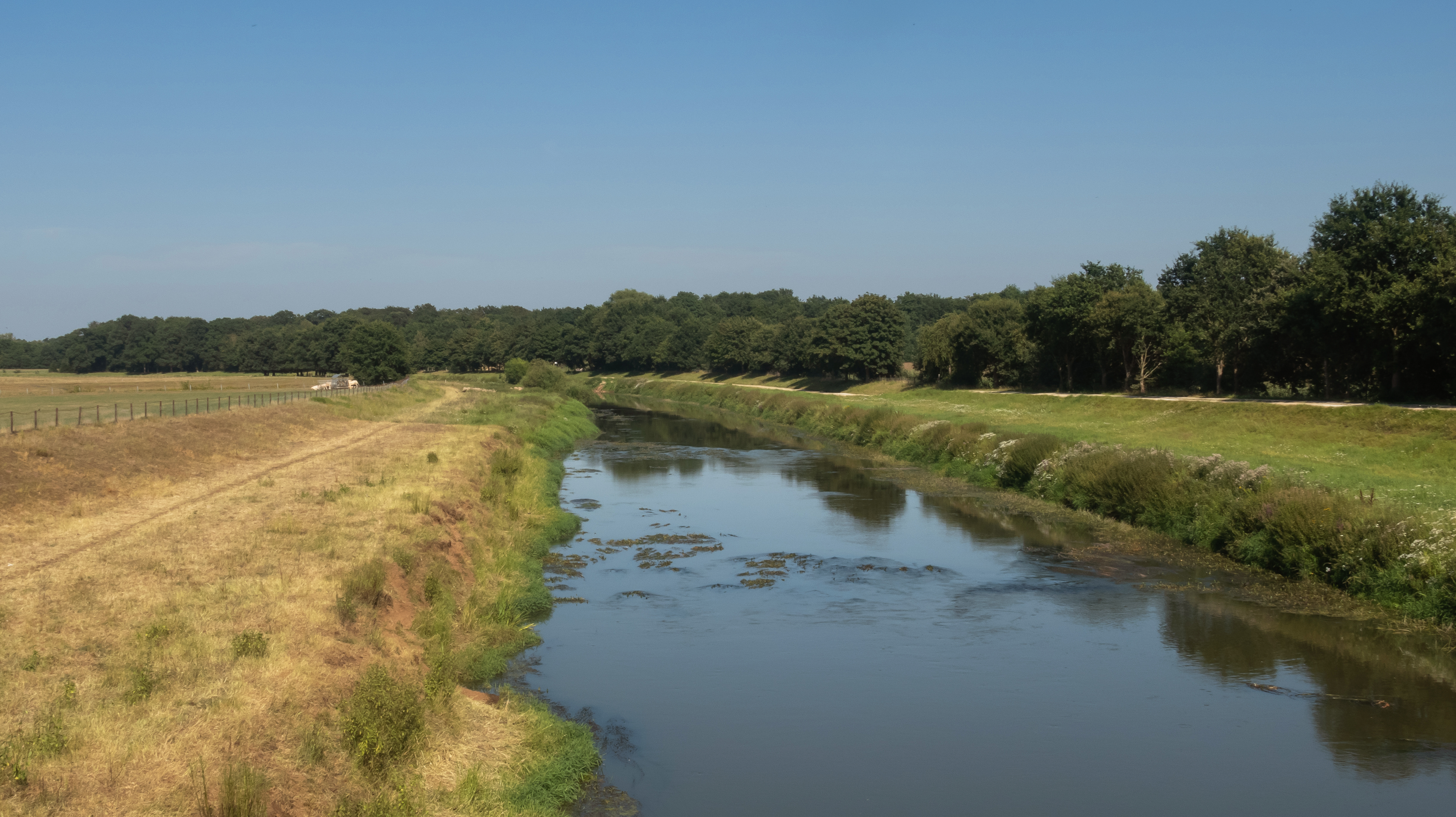
Hase zwischen Haselünne und Dohren
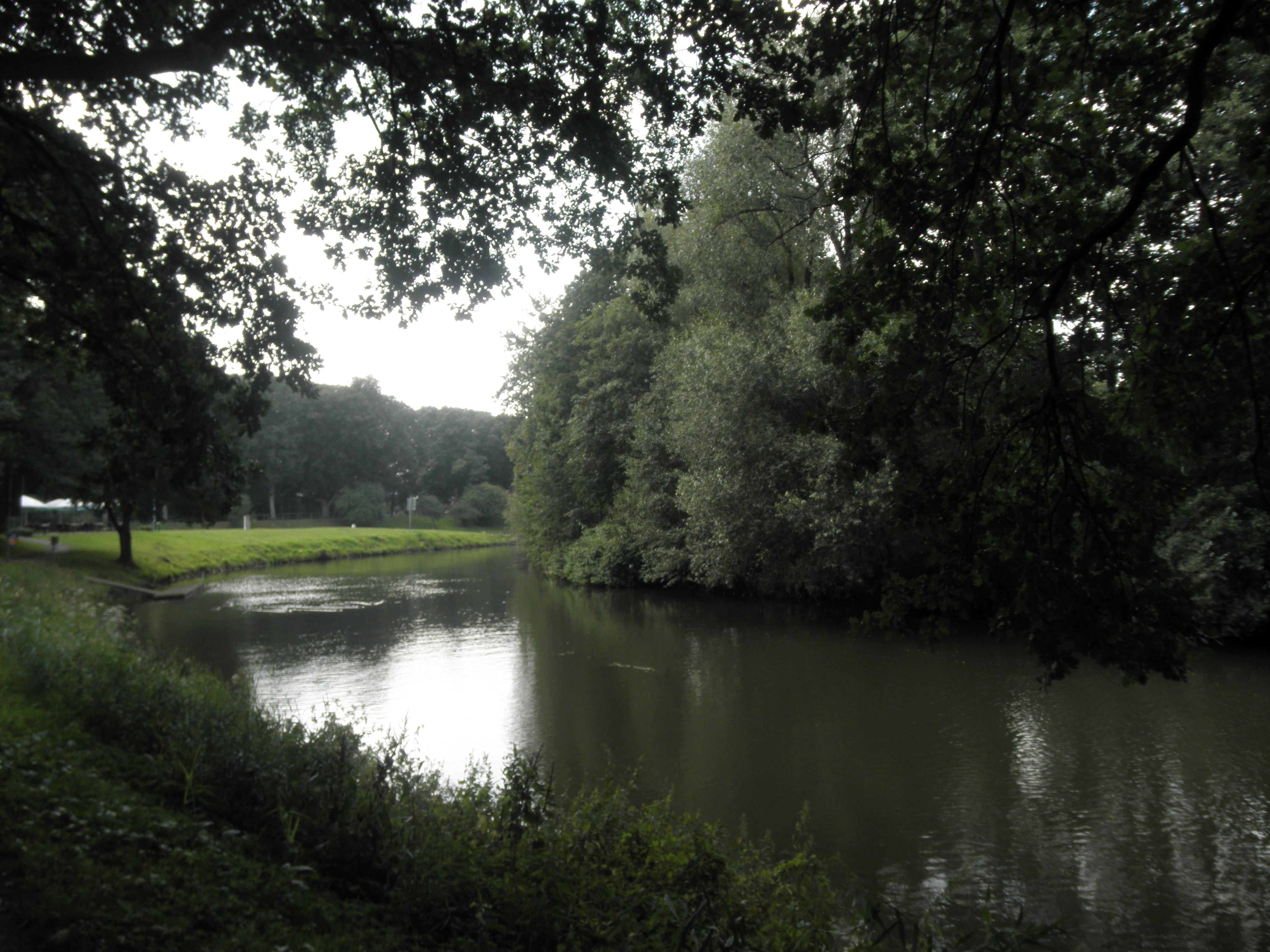
Die Hase in Meppen, kurz vor der Vereinigung mit dem Dortmund-Ems-Kanal
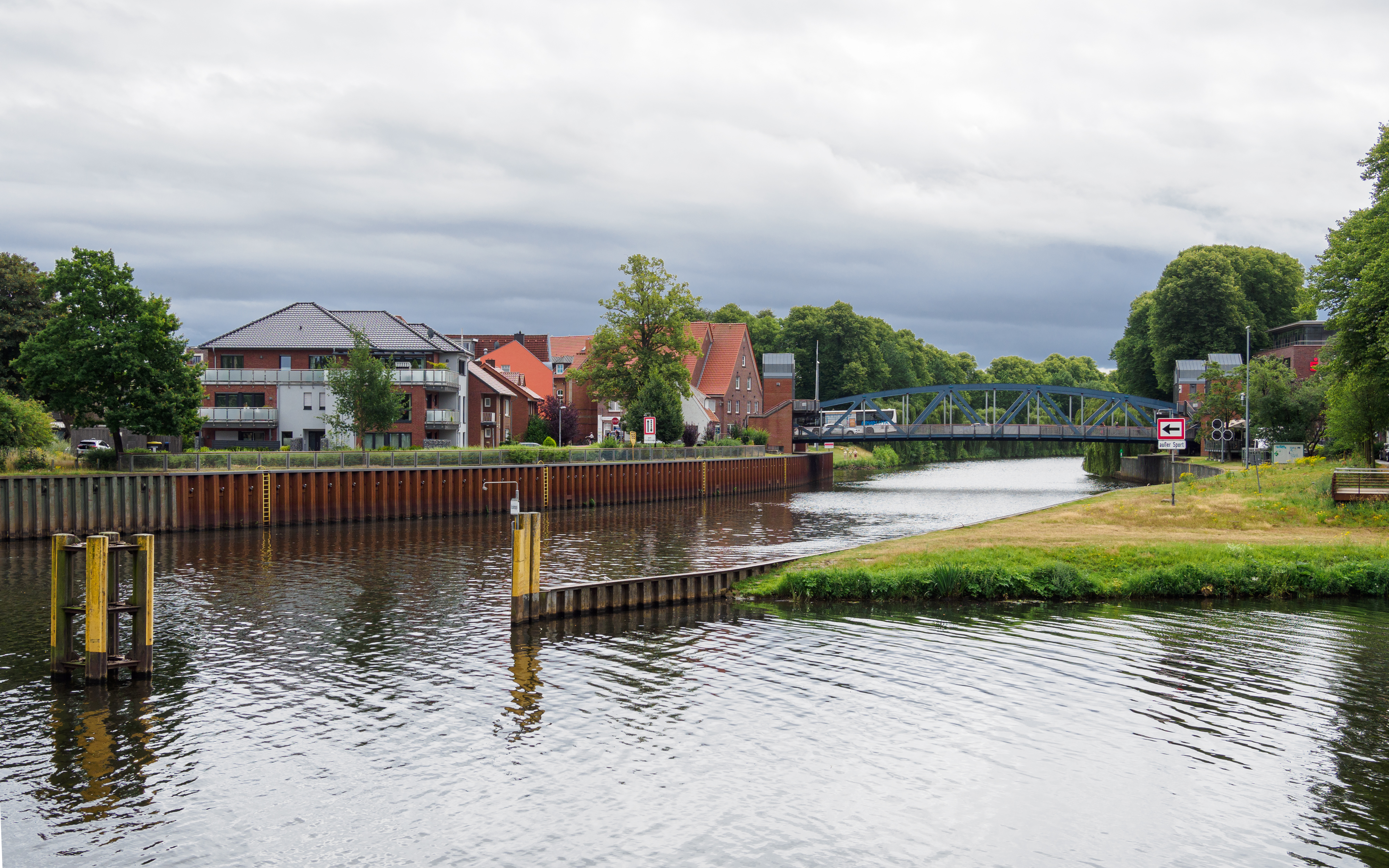
Mündung der Hase (links, als Dortmund-Ems-Kanal) in die Ems (rechts) in Meppen

### Hase-Else-Bifurkation
An der nahe Melle-Gesmold im Grenzgebiet der Bauerschaften Uhlenberg und Dratum-Ausbergen auf 79,8 m Höhe gelegenen Hase-Else-Bifurkation (⊙) teilt sich der Fluss in die zur Ems im Westen strebende Hase und in die von dieser abzweigende und zum Wassersystem der Weser gehörende Else nach Osten auf, sodass jeder Arm beiderseits der Weser-Ems-Wasserscheide ein anderes Flusssystem zum Ziel hat. Rund zwei Drittel des Wassers verlaufen in hauptsächlich nordwestlicher Richtung weiter als Hase nach Meppen zur Ems, etwa ein Drittel des Wassers fließt als Else in überwiegend östlicher Richtung bei Kirchlengern in die Werre, die ebenso ostwärts in die Weser mündet.
Die Hase-Else-Bifurkation ist nicht natürlich entstanden, sondern das Ergebnis eines Streites um Wasserrechte. Zunächst wurde im 16. Jahrhundert ein Graben angelegt, um die Mühle am Schloss Gesmold besser betreiben zu können. Erst später tauchte der Name Else für das künstlich abgezweigte Gewässer auf und führte im 19. und 20. Jahrhundert zu einer Art Bifurkationseuphorie, weil man glaubte, hier auf ein einzigartiges Naturphänomen verweisen zu
können.

### Einzugsgebiet und Zuflüsse
Das Einzugsgebiet der Hase ist 3086 km² groß. Zu ihren Zuflüssen gehören mit orographischer Zuordnung (l = linksseitig, r = rechtsseitig) und Mündungsort flussabwärts betrachtet:
- l; Rehbach (oberhalb Wellingholzhausen)
- l; Königsbach (zwischen Wellingholzhausen und Gesmold)
- r; Alte Hase (Schnatgraben) (zwischen Nemden und Wissingen)
- r; Flöthegraben (zwischen Nemden und Wissingen)
- r; Wierau (oberhalb Wissingen)
- l; Rosenmühlenbach (bei Lüstringen)
- l; Sandforter Bach (in Osnabrück)
- r; Belmer Bach (in Osnabrück-Fledder)
- r; Nette (in Osnabrück am Hafen)
- l; Eversburger Landwehrgraben (an Osnabrücker Westgrenze; vom Rubbenbruchsee kommend)
- l; Düte (nahe Halen)
- I; Bühner Bach (in Bramsche Pente)
- l; Ueffelner Aue (in Alfhausen über den Alfseeableiter)
- l; Heeker Mühlenbach (in Alfhausen über den Alfseeableiter)
- r; Nonnenbach (unterhalb Rieste)
- r; Bünne-Wehdeler Grenzkanal (in die Große Hase; Grenze der Landkreise Osnabrück und Cloppenburg)
- r; Lager Hase (in die Große Hase; unterhalb Essen)
- l; Bühnenbach (in die Große Hase; oberhalb Löningen)
- r; Löninger Mühlenbach (in die Große Hase; in Löningen)
- l; Reitbach (in die Kleine Hase; oberhalb Menslage)
- l; Eggermühlenbach (in die Kleine Hase; oberhalb Menslage)
- r; Südradde (unterhalb Herzlake)
- l; Lager Bach (oberhalb Haselünne)
- l; Lotter Beeke (unterhalb Haselünne)
- l; Bawinkler Bach (bei Bückelte)
- r; Mittelradde (zwischen Lehrte und Dörgen)
- r; Dörgener Beeke (zwischen Lehrte und Dörgen)
- l; Kamphausgraben (oberhalb Bokeloh)
- l; Teglinger Bach (unterhalb Bokeloh)

### Ortschaften
Zu den Ortschaften an der Hase gehören:
- Melle-Wellingholzhausen – nahe befindliche Hasequelle
- Melle-Gesmold – Hase-Else-Bifurkation
- Osnabrück
- Bramsche – Aufteilung in Tiefe Hase und Alfsee-Zuleiter/Ableiter; die sich teils weiter verzweigen, u. a. in die Hohe Hase
- Rieste – durchflossen u. a. von Fluss-/Nebenarmen Tiefe Hase und Hohe Hase
- Alfhausen
- Bersenbrück – Abzweig des Hasekanals
- Gehrde
- Badbergen – Mündung des Hasekanals; Abzweig der Wrau
- Quakenbrück – Aufteilung u. a. in Große Hase und Kleine Hase am Haseüberfall (Schützenhofwehr)
- Menslage – als Kleine Hase kanalisiert; Mündung der Wrau
- Essen, Löningen – als Große Hase kanalisiert
- Herzlake – östlich oberhalb davon liegt die Zusammenführung von Großer Hase und Kleiner Hase
- Haselünne – Zufluss der Südradde
- Haselünne-Dörgen – Zufluss der Mittelradde
- Haselünne-Lehrte
- Bokeloh
- Meppen – Mündung in den/die Dortmund-Ems-Kanal/Ems

## Hochwasser und Gewässerökologie
Das Gefälle der Hase beträgt zwischen der Bifurkation und Bersenbrück 72 cm/km. Es verringert sich auf der weiteren Fließstrecke nach Quakenbrück auf 30 cm/km und danach bis zur Einmündung in die Ems (bei Meppen) sogar auf 14 cm/km. Durch den geringen Höhenunterschied und die damit verbundene geringe Fließgeschwindigkeit des Wassers im Mittel- und Unterlauf der Hase kam es vor dem Bau des Alfsees immer wieder zu natürlichen Staueffekten (insbesondere in der Zeit, in der es den Hahnenmoorkanal als Umgehung des Engpasses unterhalb von Löningen noch nicht gab), so dass früher die Hase und ihre Nebenflüsse oft über die Ufer traten. Über Jahrhunderte hinweg arrangierten sich die Menschen hiermit. Ein Landwirt aus dem Raum Haselünne beschreibt die Situation mit den Worten:
„Hochwasser war Alltag. Da haben unsere Vorfahren auch mit gelebt. Diese alten Hasedörfer wie Lahre, Huden, da sind die absichtlich hingezogen, um diese Hochwasserflut zu nutzen als Dünger. Das waren sehr begehrte Bauernhöfe hier an der Hase oder an der Ems.“
Häufig machte das Hochwasser am Dorfrand halt und zog sich danach langsam wieder zurück. Manchmal wurden aber auch die Dörfer überflutet. Auch boten die Überschwemmungen einen guten Schutz vor raubenden und plündernden Horden. Gleichzeitig ergab sich eine natürliche Reinigung des Gewässerbettes, die heute durch kostspielige Pflegemaßnahmen erfolgen muss. Nach Eindeichung der Hase legten die Bauern künstliche Bewässerungssysteme, die Rieselwiesen an, um auch weiterhin den natürlichen Dünger der Hase auf ihre Flächen zu bekommen. In den letzten Jahrzehnten wurde Dünger jedoch vom begehrten Rohstoff zum im Überfluss vorhandenen Problemstoff und jede Überflutung landwirtschaftlicher Flächen wurde dadurch zum Nachteil für den Bauern, so dass man unter anderem durch wasserwirtschaftliche Maßnahmen versuchte, sie zu vermeiden. Die letzten größeren Überflutungen in der Haseaue fanden 1981 vor Inbetriebnahme des Alfsees statt.

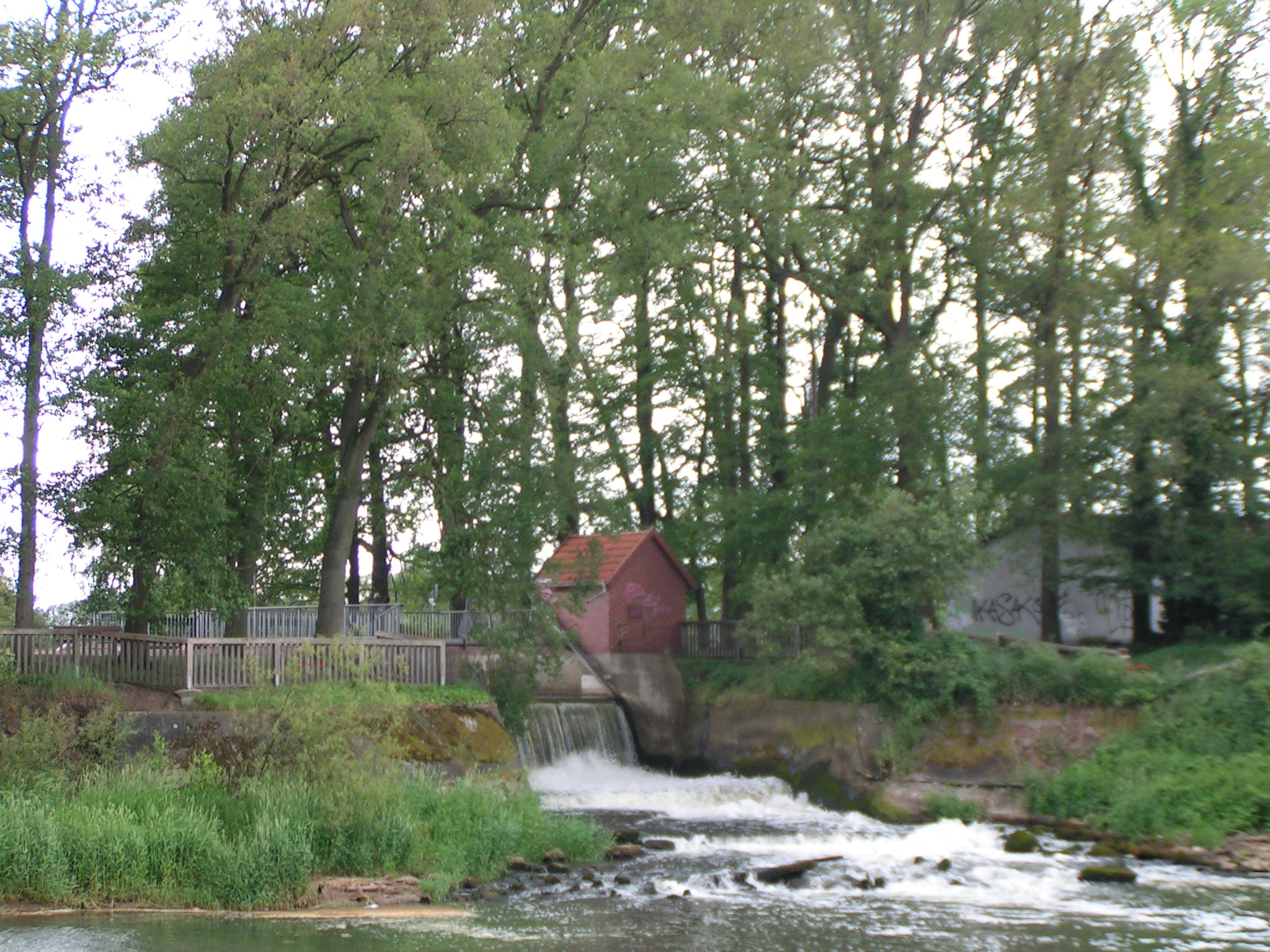
Haseüberfall 2010: eine Barriere für Fische

Bereits 1683 wurde das erste Wehr am heutigen Schützenhof in Quakenbrück gebaut, der Haseüberfall, mit dessen Hilfe die Große Hase, die zuvor durch den Ortskern von Quakenbrück geflossen war, um die Stadt herumgeleitet wurde. Seitdem wurde eine Vielzahl von Maßnahmen ergriffen, um die Menschen und ihr Eigentum an der Hase vor Hochwasser zu schützen. Vor allem in den 1950er- und 1960er-Jahren wurde der Fluss eingedeicht und begradigt, und es wurden Flussschleifen abgetrennt, um einen schnelleren Abfluss des Wassers zu ermöglichen. Streckenweise gleicht die Hase einem Kanal, gar durch Erhöhung der Fließgeschwindigkeit und Vertiefung des Flussbettes einem „Grand Canyon“. Größere Wassermassen wurden zu bestimmten Zeiten mittels Gattern auf Felder abgeleitet, um diese mit Mineralstoffen zu versorgen; es bildeten sich „Rieselwiesen“.
In der zweiten Hälfte des 20. Jahrhunderts wich die positive Bewertung von Hochwassern, denen die Böden des Artlandes ihre hohe Fruchtbarkeit und Bauern ihren großen Wohlstand verdankten, einer negativeren Sichtweise. In zunehmendem Maße führte das Hasewasser Schadstoffe mit sich, die die Qualität der auf überschwemmten Flächen angebauten Pflanzenprodukte reduzierten und auf überschwemmten Weideflächen nach deren Wiederbenutzung zu Gesundheitsschäden bei grasenden und Heu fressenden Tieren führten. Auch nimmt der Bestand an Immobilien im Hasetal, die durch Hochwasser beschädigt werden können, stetig zu.
Um größeren Überflutungen vorzubeugen, entstand ab 1972 der 2,2 km² große Alfsee zwischen Rieste und Alfhausen, der bis zu 13 Millionen Kubikmeter Hasewasser aufnehmen kann; zudem kann ein Reservebecken 8 Mio. m³ Wasser aufnehmen. Das Reservebecken liegt im Naturschutzgebiet Reservebecken Alfhausen-Rieste. Dessen Speicherkapazität reicht aber bei Extremwetterlagen nicht aus, um Überschwemmungsschäden im Unterlauf der Hase zu verhindern. Am deutlichsten wurde dies am 15. März 1981. An diesem Tag wurde ein Drittel des Gemeindegebiets von Löningen überschwemmt. An der Gemeinde flossen an diesem Tag 110 Kubikmeter pro Sekunde vorbei.

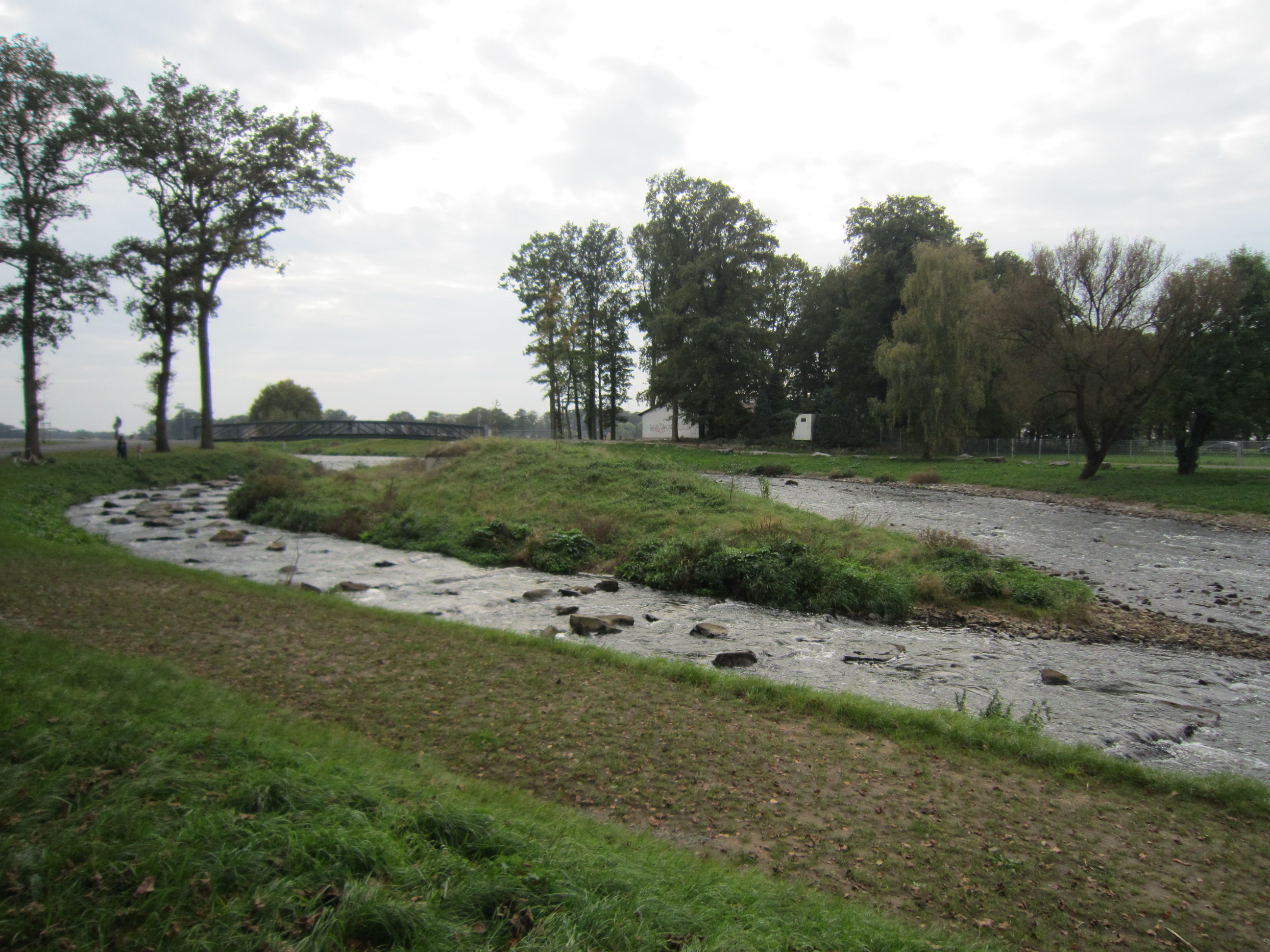
Überfallhase 2014 nach dem Umbau zur Sohlgleite

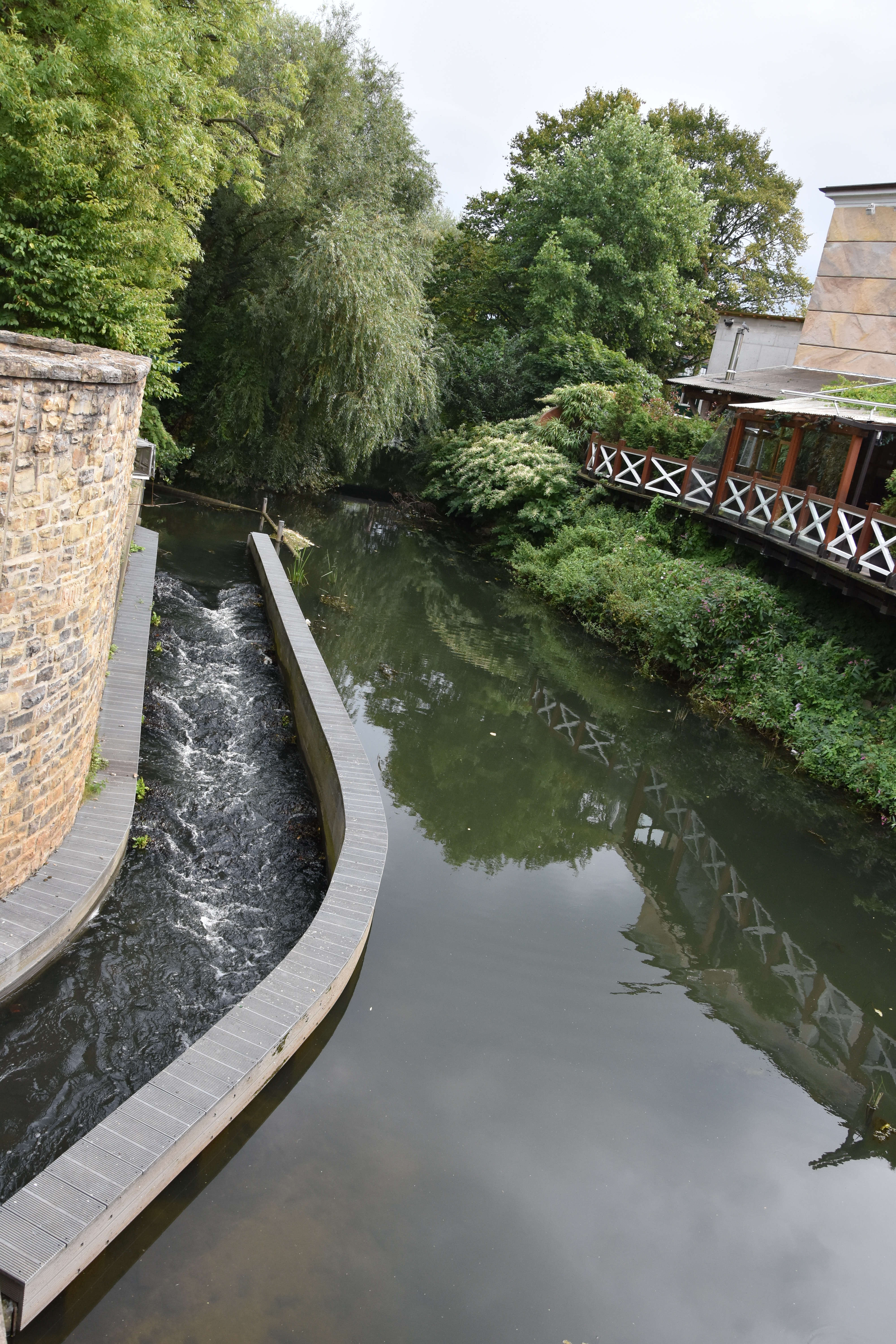
Fisch-Kanu-Pass am Hasewehr in Osnabrück

Im Rahmen des „Internationalen Bewirtschaftungsplans nach Artikel 13 Wasserrahmenrichtlinie [der EU] für die Flussgebietseinheit Ems 2010–2015“ wurde 2009 die ökologische Qualität der Hase und ihrer Auen durchweg als zumindest „unbefriedigend“ bewertet. Bereits 2004 war bei einer Bestandsaufnahme bemängelt worden: „Durch Begradigung, Eintiefung, Aufweitung, Verwallung, Stauhaltung sowie die Entfernung der natürlichen Ufergehölze haben die meisten Gewässer im Untersuchungsgebiet ihre Funktion als natürliche Lebensräume weitgehend eingebüßt. Nur ca. 10 % sind ‚gering‘ oder ‚mäßig verändert‘ (GKL II bzw. III), aber fast die Hälfte der Gewässer sind in den Strukturgüteklassen VI und VII (‚sehr stark‘ bzw. ‚vollständig veränderte‘ Gewässerabschnitte) einzuordnen.“ In den letzten Jahren wurden einige Wasserbaumaßnahmen der Vergangenheit wieder rückgängig gemacht, um negative ökologische Folgen der Eingriffe abzumildern. So wurde zum Beispiel der Haseüberfall in eine Sohlgleite umgebaut, die es Fischen und anderen Wasserorganismen erlaubt, in der Überfallhase flussauf- und abwärts zu wandern, sofern es in der Praxis gelingt zu erreichen, dass die Hase an keiner von Fischen angeschwommenen Stelle mit einer höheren Geschwindigkeit als 1,5 m pro Sekunde fließt.
Die von Süden her in die Kleine Hase und den Hahnenmoorkanal fließenden Gewässer sind im FFH-Gebiet Bäche im Artland zusammengefasst.
Ebenfalls aus ökologischen Gründen ist geplant, in der Osnabrücker Innenstadt eine Umflut östlich des Herrenteichswalles anzulegen, um dadurch die Barrierewirkung des Stauwehres der Pernickelmühle (⊙) für Fische zu beseitigen. Der Fluss wird an dieser Stelle aufgestaut, um die Standfestigkeit der historischen Gebäude der Altstadt zu sichern. Am einige hundert Meter flussaufwärts liegenden Hasewehr bei der Neuen Mühle (⊙) war die Durchlässigkeit für Fische bereits 2009 durch den Bau eines Fisch-Kanu-Passes wiederhergestellt worden.
Einen Schwerpunkt der ökologischen Aufwertung der Hase und der sie einrahmenden Flächen soll die Förderung der Artenvielfalt im Flussbett der Hase bilden. Ein Studierender der Hochschule Osnabrück wies in einer Studie nach, dass sich auf einem ca. 63 ha großen Untersuchungsgelände an der Hase bei Gehrde-Rüsfort 27 verschiedene Libellenarten befanden, davon 23 mit sicherer Bodenständigkeit. Durch eine Behebung der Defizite in der Gewässerstruktur die Hase, die deren eigendynamische Entwicklung stark behinderten, könne die Artenvielfalt stark erhöht werden.
Als in besonderem Maße verantwortlich für die Beobachtung und Analyse der beschriebenen Zusammenhänge sowie die Entwicklung von Maßnahmen zum Schutz der Fließgewässer im Einzugsbereich der Hase betrachtet sich der Haseauenverein, ein Netzwerk von Akteuren, das sich „im gesamten […] Einzugsgebiet der Hase ausschließlich mit der naturnahen Entwicklung der Fließgewässer und ihrer Auen befasst.“

## Nutzung

### Schifffahrt

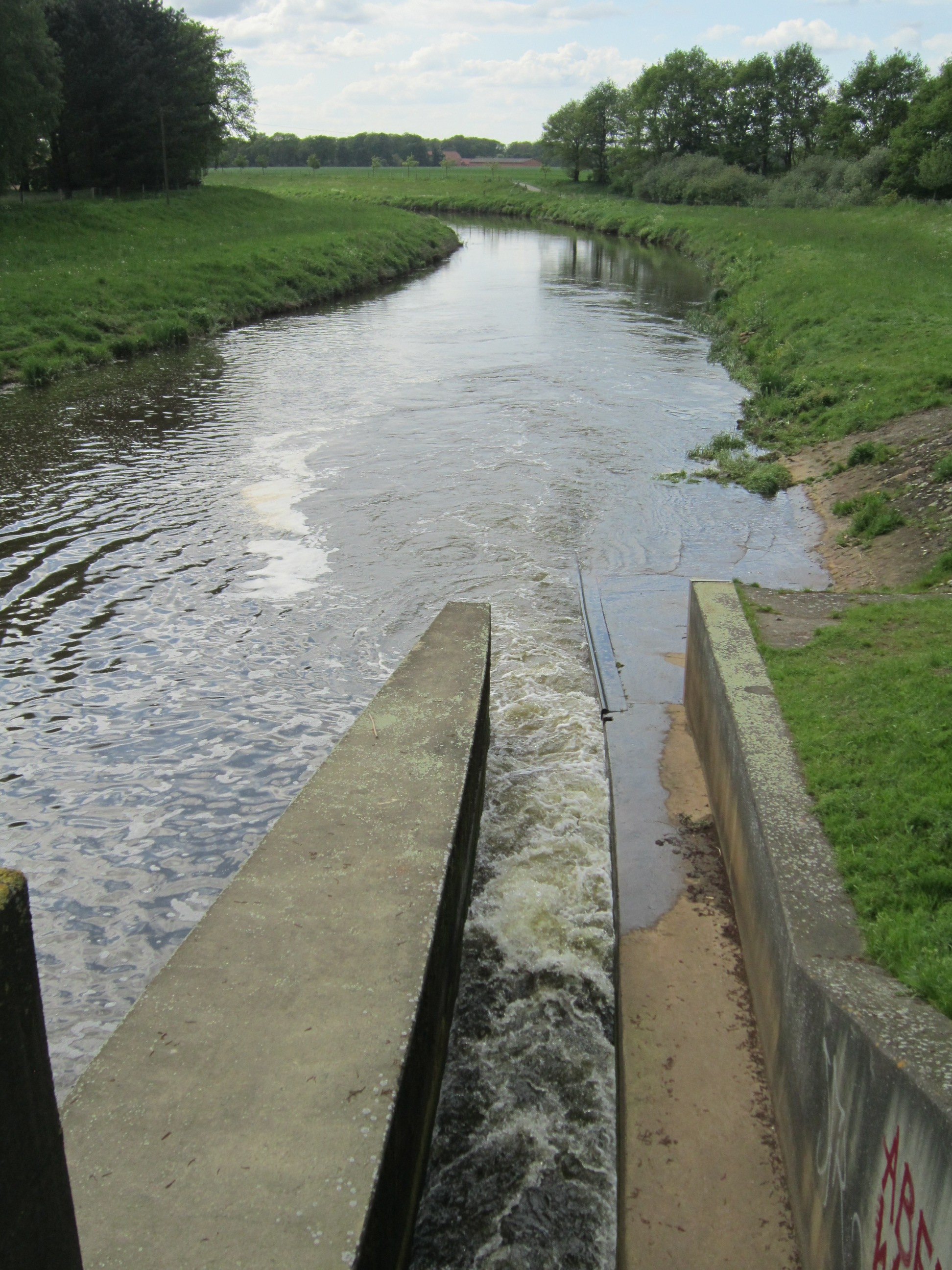
Durchfahrt für Kanuten am Brokhagen Stau bei Essen

Für die Schifffahrt hat die Hase nie eine besondere Rolle gespielt. Nur der untere Lauf ist auf etwa 50 Kilometern Länge schiffbar. Es verkehrten so genannte Emspünten, ein Schiffstyp, der mit seinem Plattboden die meisten Untiefen meistern konnte und daher noch bis in die 1920er Jahre auf flachen Flüssen eingesetzt wurde. Die Kähne waren in der Regel aus Eichenholz und mit einem Segel ausgestattet und mussten auf der Hase meist getreidelt werden.
Die letzten 1,6 km der Hase (Ha) in Meppen sind als Bundeswasserstraße ausgewiesen, wovon knapp 600 m Mündungsstrecke gemeinsam mit dem Dortmund-Ems-Kanal verlaufen. Zuständig ist dafür das Wasserstraßen- und Schifffahrtsamt Meppen.

### Wasserkraftwerke
An der Hase befindet sich das folgende Laufwasserkraftwerk:
- Bersenbrück, Wasserkraftwerk Hasemühle, Leistung 190 kW

### Wassersport
Die Hase wird auf weiten Strecken von Wassersportlern genutzt, und zwar vor allem von Kanuten, Ruderern und Schlauchboot-Fahrern. Beim Alfsee, der vom Wasser der Hase gespeist wird, befindet sich eine Wasserski-Anlage. Bei Quakenbrück wird auf der Hase Kanupolo gespielt.

### Fischfang
Nach dem Niedersächsischen Fischereigesetz von 1978 ist die Hase in drei Fischereibezirke eingeteilt, und zwar:
- Hase I (von der Bietendorfer Mühle bei Wellingholzhausen bis zur Kreuzung mit dem Mittellandkanal bei Bramsche)
- Hase II (von der Kreuzung mit dem Mittellandkanal bis zum Brokhagen-Stau unterhalb Quakenbrück)
- Hase III (vom Brokhagen-Stau bis zur Einmündung in den Dortmund-Ems-Kanal)[37]

Die Europäische Wasserrahmenrichtlinie verpflichtet alle Mitgliedsstaaten, bis zum Jahr 2015 ökologischen Zustand ihrer Fließgewässer zu verbessern und unter anderem dadurch die „Wiederherstellung der ökologischen Durchgängigkeit“ für Fische zu erreichen. Bereits jetzt ist die Hase lebendiger als vor dem Beginn der Renaturierungsmaßnahmen. Selbst im Osnabrücker Stadtgebiet kommen in der Hase trotz massiver Eingriffe in der Vergangenheit noch etwa 30 Fischarten vor, wobei die meisten der Fische Besatzfische sind, die Angler aussetzen. Entlang fast der gesamten Hase kann mit Fischereischein bzw. mit Gastkarte geangelt werden.

### Fernradweg
Der Fernradweg Hase-Ems-Tour verläuft von der Quelle zur Mündung der Hase. Radfahrer, die die Tour vollständig abfahren, begleiten abschnittsweise die Hase entlang ihrem Ufer, in anderen Abschnitten entfernen sie sich von ihm.
Trivia
Erich Maria Remarque benutzte als Kind Teile dieses Weges als Schulweg.
Als Autor des Romans Im Westen nichts Neues verwendet er diesen Weg für den Soldaten Paul Bäumer auf Heimaturlaub.